# Real Monasterio de San Lorenzo de El Escorial

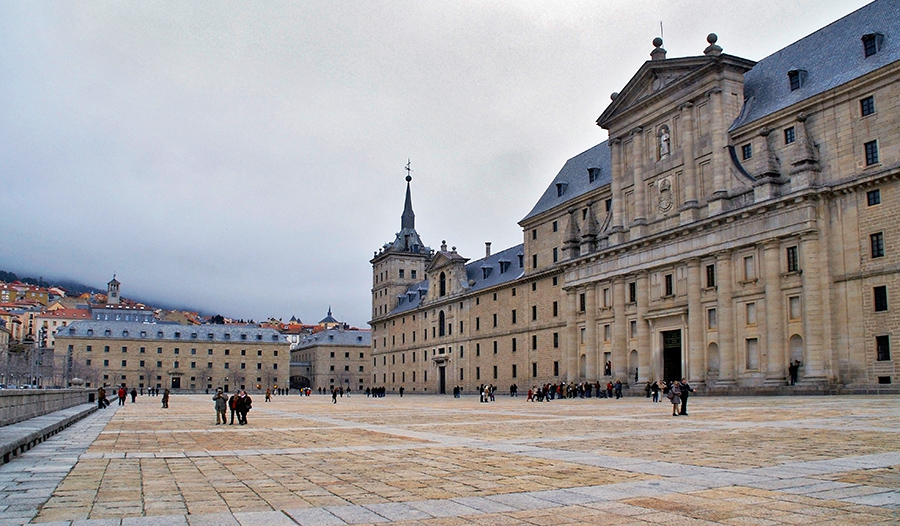
Monasterio de El Escorial, patio delantero.

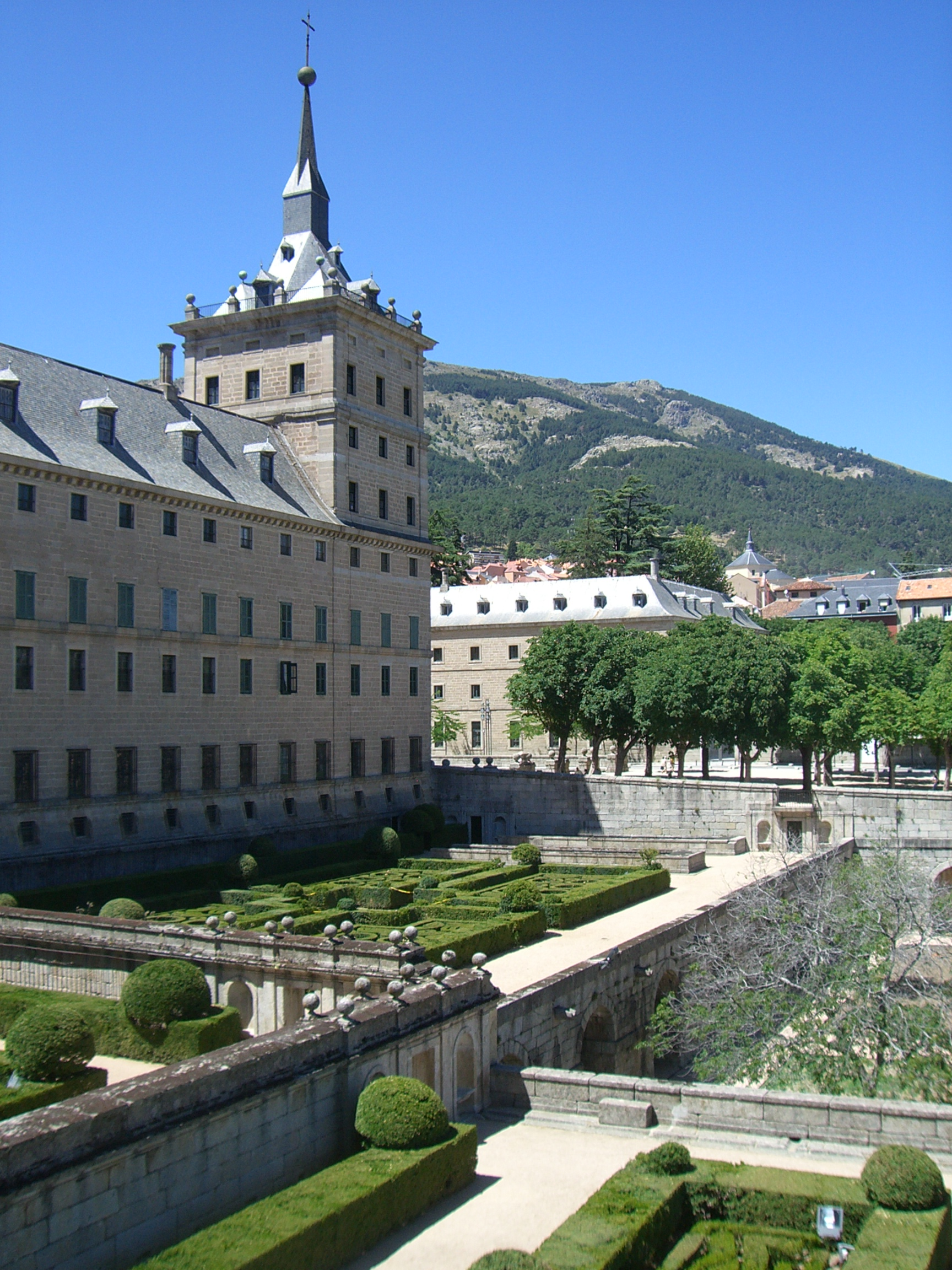
Jardines del Monasterio de El Escorial.

El Real Monasterio de San Lorenzo de El Escorial es un complejo que incluye un palacio real, una basílica, un panteón, una biblioteca, un colegio y un monasterio. Se encuentra en la localidad española de San Lorenzo de El Escorial, en la Comunidad de Madrid, y fue construido en el siglo XVI entre 1563 y 1584.
El palacio fue residencia de la familia real española, la basílica es lugar de sepultura de los reyes de España y el monasterio –fundado por monjes de la Orden de San Jerónimo– está ocupado actualmente por frailes de la Orden de San Agustín. Es una de las más singulares arquitecturas renacentistas de España y de Europa. Situado en San Lorenzo de El Escorial, ocupa una superficie de 33 327 m², sobre la ladera meridional del monte Abantos, a 1028 m de altitud, en la sierra de Guadarrama. Está gestionado por Patrimonio Nacional.
Conocido también como Monasterio de San Lorenzo El Real, o, sencillamente, El Escorial, fue ideado en la segunda mitad del siglo XVI por el rey Felipe II y su arquitecto Juan Bautista de Toledo, aunque posteriormente intervinieron Juan de Herrera, Juan de Minjares, Giovanni Battista Castello El Bergamasco y Francisco de Mora. El rey concibió un gran complejo multifuncional, monacal y palaciego que, plasmado por Juan Bautista de Toledo según el paradigma de la Traza Universal, dio origen al estilo herreriano.
Fue considerado, desde finales del siglo XVI, la Octava Maravilla del Mundo, tanto por su tamaño y complejidad funcional como por su enorme valor simbólico. Su arquitectura marcó el paso del plateresco renacentista al clasicismo desornamentado. Obra ingente, de gran monumentalidad, es también un receptáculo de las demás artes. Sus pinturas, esculturas, cantorales, pergaminos, ornamentos litúrgicos y demás objetos suntuarios, sacros y áulicos hacen que El Escorial sea también un museo. Su compleja iconografía e iconología ha merecido las más variadas interpretaciones de historiadores, admiradores y críticos. El Escorial es la cristalización de las ideas y de la voluntad de su impulsor, el rey Felipe II, un príncipe renacentista. 
El 2 de noviembre de 1984, la UNESCO declaró el Monasterio y Sitio de El Escorial como Patrimonio de la Humanidad. Es una de las principales atracciones turísticas de la Comunidad de Madrid. El conjunto monumental recibe más de 500 000 visitantes al año.

## Cronología del Real Monasterio de El Escorial

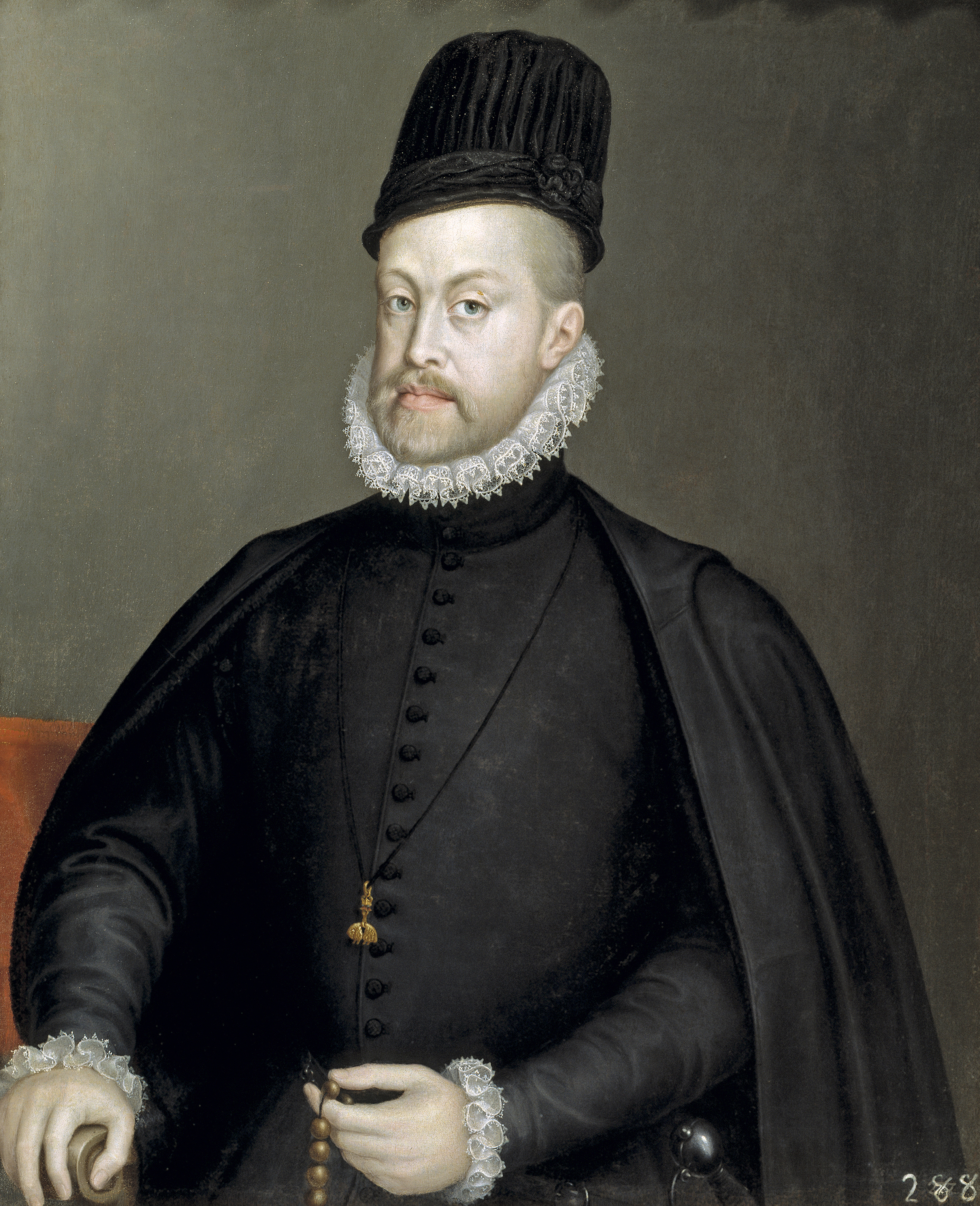
Felipe II, por Sofonisba Anguissola.

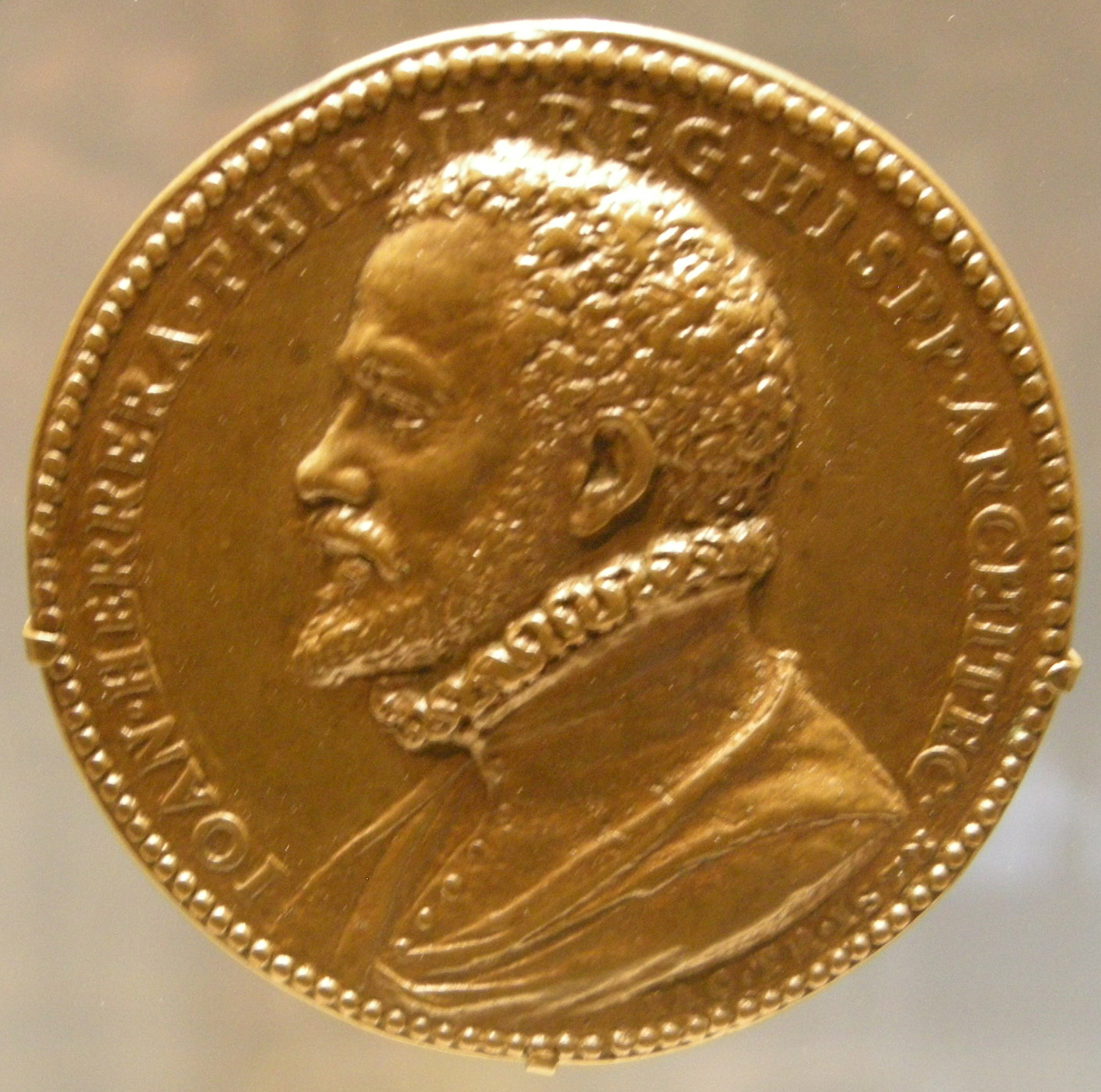
Juan de Herrera según una medalla de Jacome da Trezzo, 1578.

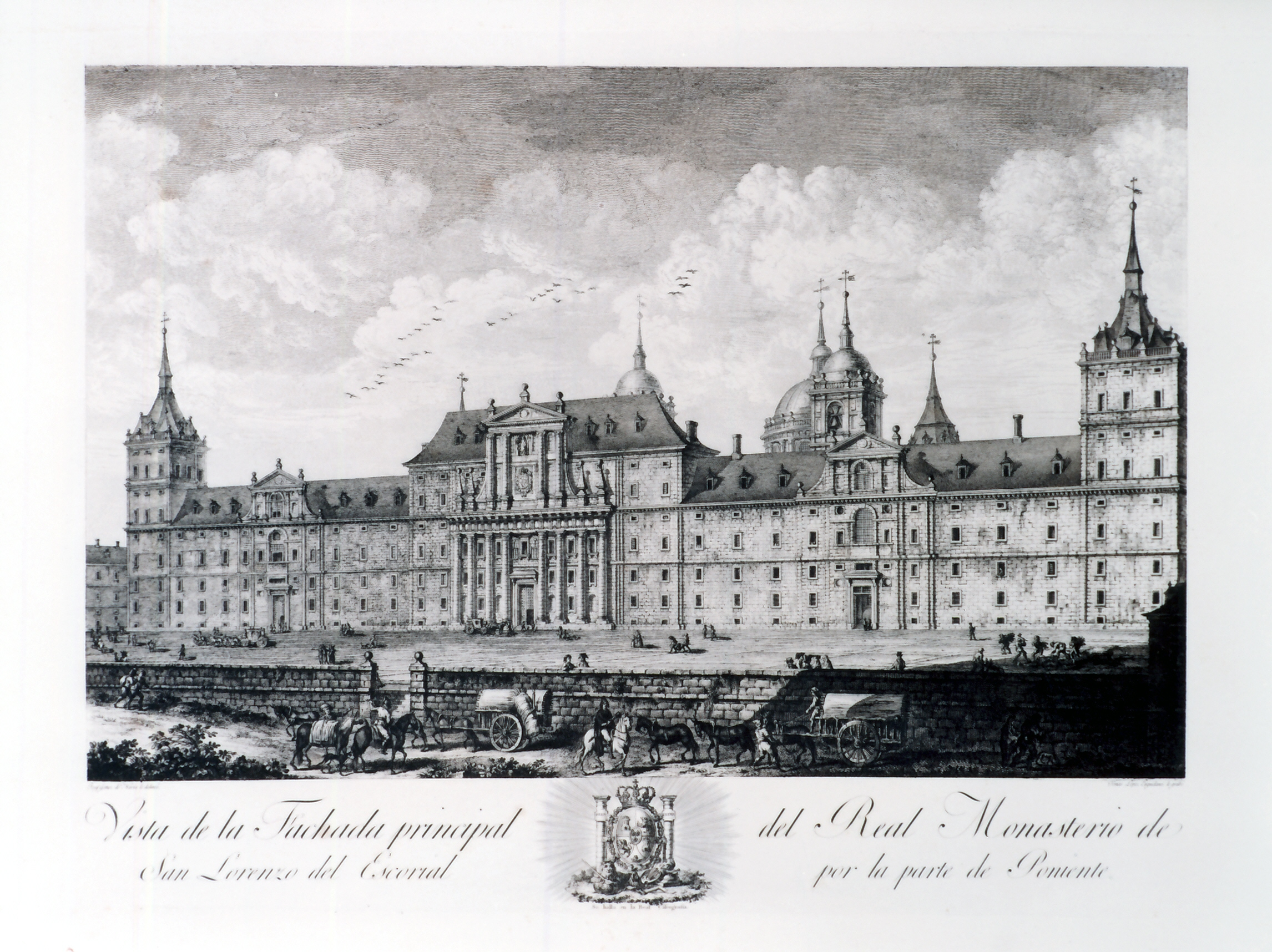
Vista de la fachada principal del Real Monasterio de San Lorenzo del Escorial por la parte de Poniente, hacia 1800, dibujo de José Gómez de Navia.

- 1557. Victoria sobre los franceses en la batalla de San Quintín.

- 1558. El emperador Carlos I muere en Yuste, cambiando en su testamento su deseo de ser enterrado en Granada por la petición a su hijo de crear un edificio ex novo para su tumba, en un lugar diferente a sus padres y abuelos. Felipe II designó una comisión multidisciplinar (médicos, arquitectos, canteros, etc.) para buscar el emplazamiento más idóneo en la sierra de Guadarrama, el centro geográfico de la península ibérica.

- 1559. El 15 de julio el rey nombró arquitecto real a Juan Bautista de Toledo desde Gante y le encomendó la dirección de todas las obras de la Corona.

- 1560. La comisión busca alternativas para el emplazamiento del monasterio, barajando entre otras localizaciones Guisando, Aranjuez, Manzanares y la Alberquilla y la Fresneda, en las cercanías de El Escorial. En noviembre se elige el emplazamiento actual, a apenas 50 kilómetros de Madrid, en las inmediaciones de la Fuente de Blasco Sancho, próxima a El Escorial —entonces una pequeña aldea de la Comunidad de Villa y Tierra de Segovia— para construir el edificio. El paraje disponía de abundante caza y leña, aire y aguas de buena calidad y canteras de granito y pizarra en las proximidades.

- 1561. Este año fue clave para la historia de El Escorial:
  - El monarca trasladó la capital de España desde Toledo a Madrid.
  - Encomendó el Monasterio de El Escorial a los monjes jerónimos. Tradicionalmente, la monarquía hispánica había estado muy vinculada a esta Orden religiosa.
  - Juan Bautista de Toledo empieza el diseño general del Monasterio: la conocida como la «Traza Universal».

- 1562. Felipe II comenzó a adquirir los terrenos colindantes para hacer del entorno del Monasterio un híbrido de territorio de realengo y abadengo, donde se pudieran compatibilizar los usos recreativos, agropecuarios y cinegéticos.

- 1563. En febrero se sumaron al proyecto, en calidad de adjuntos, Juan de Herrera y Juan de Valencia. El 23 de abril, festividad de San Jorge, se colocó la primera piedra del Monasterio, en los cimientos del refectorio del convento, bajo la silla del Prior, en la fachada meridional.

- 1567. Felipe II firmó el 22 de abril la Carta de Fundación y Dotación del Monasterio de San Lorenzo de El Escorial. Pocos días después, el 19 de mayo, tras la finalización de la fachada del jardín de los Frailes, gran parte de las dependencias del Monasterio y el Patio de los Evangelistas, moría Juan Bautista de Toledo.

- Entre 1567 y 1569, la dirección del proyecto palaciego y monacal quedaba en manos de Giovanni Battista Castello El Bergamasco, autor de la escalera principal.

- 1572. Juan de Herrera, con un protagonismo cada vez más creciente, asumió la reorganización del proyecto.

- 1575. El maestro cantero cántabro Juan de Nates colaboró junto a Diego de Sisniega y Francisco del Río en las obras.

- 1576. Herrera fue designado aposentador real, trazador principal, matemático e ingeniero de las obras de la Corona, incluidas las del Monasterio. A partir de la Traza Universal diseñada por Juan Bautista de Toledo, planteó soluciones que, como explicó en 1966 el arquitecto Fernando Chueca Goitia, tendían hacia la simplificación y geometrización del edificio. Las principales variaciones sobre la solución original fueron la construcción de una planta más en la fachada principal, que regularizaba la primera solución escalonada, la reducción del número de torres de sus fachadas y el cierre del Patio de Reyes con la "doble fachada" de la iglesia, donde se situó la Biblioteca Real.

- 1584. Se colocan en la portada de la Basílica las estatuas de David y Salomón. El 13 de septiembre se dieron por finalizadas oficialmente las obras, bajo la dirección de Francisco de Mora, a pesar de no estar concluida la Real Basílica. Esta se culminó en 1586 después de once años de construcción.
- 1807. El príncipe de Asturias, el duque del Infantazgo y Escoiquiz traman un complot, conocido como la "Conspiración de El Escorial" para derrocar a Godoy. Son descubiertos y procesados.[2]

- 1814. Superados los avatares de la Guerra de la Independencia, que supuso para el Monasterio el saqueo y la exclaustración, regresan los monjes de la Orden Jerónima. Con el restablecimiento de la Constitución de 1812 y el arranque del Trienio Liberal, vuelven a abandonar el Monasterio la mayoría de los monjes entre 1820 y 1824. El 1 de diciembre de 1837 parten los 150 monjes jerónimos tras entrar en vigor las leyes desamortizadoras de los bienes eclesiásticos. Posteriormente, tras un fallido intento de restauración, se crea un patronato de capellanes seculares.

- 1885. Tras dos intervalos en que lo ocuparon los Padres Escolapios (desde 1869 el colegio, y entre 1872 y 1875 la custodia completa del Monasterio) y otra vez los capellanes seculares, el rey Alfonso XII hace entrega del monasterio a la Orden de San Agustín. Los Agustinos viven en el monasterio hasta la actualidad.

## Las causas fundacionales
El Monasterio de San Lorenzo de El Escorial fue promovido por Felipe II, entre otras razones, para conmemorar su victoria en la batalla de San Quintín, el 10 de agosto de 1557, festividad de san Lorenzo. Esta batalla marcó el inicio del proceso de planificación que culminó con la colocación de la primera piedra el 23 de abril de 1563, bajo la dirección de Juan Bautista de Toledo. Le sucedió tras su muerte, en 1567, el italiano Giovanni Battista Castello El Bergamasco y, posteriormente, su discípulo Juan de Herrera. La última piedra se puso veintiún años después, el 13 de septiembre de 1584.
El edificio surge por la necesidad de crear un monasterio que asegurase el culto en torno a un panteón familiar de nueva creación, para así poder dar cumplimiento al último testamento de Carlos I de 1558. El Emperador quiso enterrarse con su esposa Isabel de Portugal y con su nueva dinastía alejado de los habituales lugares de entierro de los Trastámara.
La Carta de Fundación, firmada por Felipe II el 22 de abril de 1567, cuatro años después del comienzo de las obras, señalaba que el Monasterio estaba dedicado a San Lorenzo, pero sin señalar directamente la batalla de San Quintín, probablemente para evitar citar una guerra como motivo de fundación de un edificio religioso: se «fundó a devoción y en nombre del bienaventurado San Lorenzo por la particular devoción» al santo del rey y «en memoria de la merced y victorial que en el día de su festividad de Dios comenzamos a recibir». Las «consideraciones» que cita el rey fueron el agradecimiento a Dios por los beneficios obtenidos, por mantener sus Reinos dentro de la fe cristiana en paz y justicia, para dar culto a Dios, para enterrarse en «una cripta» el propio rey, sus mujeres, hermanos, padres, tías y sucesores, y donde se dieran continuas oraciones por sus almas:
- Reconocimiento de los «muchos y grandes beneficios que de Dios nuestro Señor habemos rescibido» y «cuánto Él ha servido de encaminar y guiar los nuestros hechos, e los nuestros negocios a su santo servicio».
- Por «sostener y mantener estos nuestros Reinos es su sancta Fee y Religión, y en paz y en justicia».
- Porque a Dios le agrada que le edifiquen y funden iglesias «donde su sancto nombre se bendice y alaba» y donde los religiosos den ejemplo de fe.
- Para que «se ruega e interceda Dios Nuestro Señor por Nos e por los reyes nuestros antecesores e subcesores, e por el bien de nuestras ánimas», según la orden dada por el Emperador «en el cobdecilo que últimamente hizo nos cometió y remitió lo que tocaba a su sepultura y al lugar y parte donde su cuerpo y el de la Emperatriz y Reina, mi señora y madre, había de ser puestos y colocados».
- Y para que «por sus ánimas se hagan y digan continuas oraciones, sacrificios, conmemoraciones e memorias.

En resumen, el rey buscó darle a Dios una casa donde alabarle y agradecerle su intervención en San Quintín, intercediendo de paso por sus familiares. Felipe II no quería una iglesia para los fieles, quería darle a Dios una morada bajo la cual enterrar a su extensa familia. Tampoco se pueden desdeñar otras razones para fundar el Monasterio, como la celebración de la primera victoria de Felipe II como rey, la afrenta que la mención a la Batalla de San Quintín -que se libró a apenas ciento cincuenta kilómetros de París- suponía hacia Francia, la veneración al mártir español San Lorenzo, en unos tiempos en los que la Reforma atacaba el culto a los santos y a las reliquias, o la necesidad de crear un centro unificador de la nueva fe que surgía del Concilio de Trento.

## Orígenes de su planta

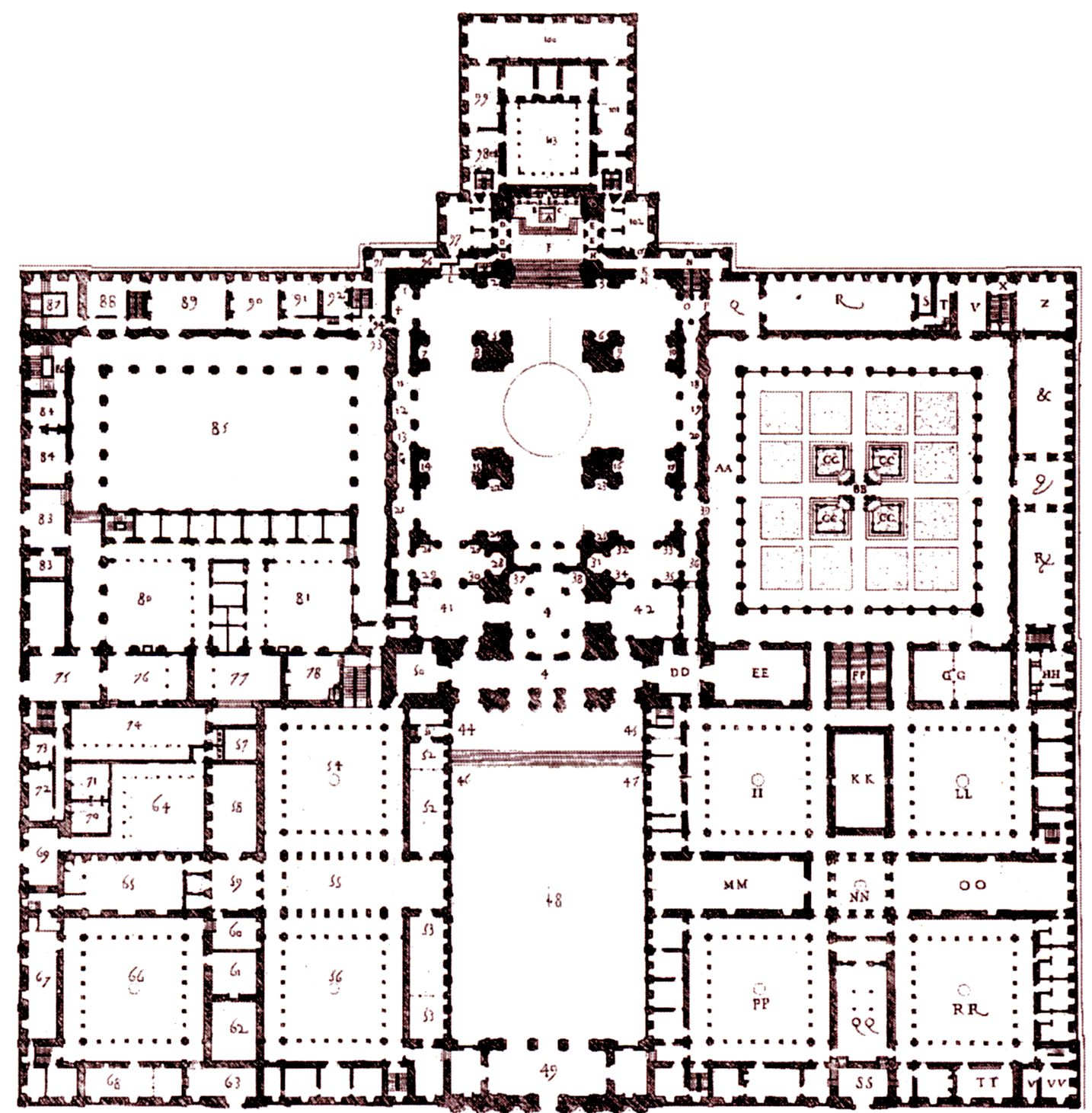
«Traza Universal» de El Escorial.

En julio de 1559 Juan Bautista de Toledo fue llamado a España por Felipe II para realizar toda una serie de obras de gran importancia para la realeza española. Una realeza que tendrá a partir de ahora una nueva concepción del estado moderno y para la que será necesaria la creación de un nuevo edificio que la representara. Juan Bautista será considerado el primer arquitecto del Monasterio de El Escorial y sus trazas sentarán las bases de lo que posteriormente será el lenguaje herreriano.
Las medidas del rectángulo de la planta, según señalaba el padre Sigüenza en 1605, son de 735x580 pies castellanos, es decir, 205x162 metros. La altura total del punto más elevado de la cruz tomada con respecto al pavimento de la iglesia es de 95 metros.

### Las primeras trazas

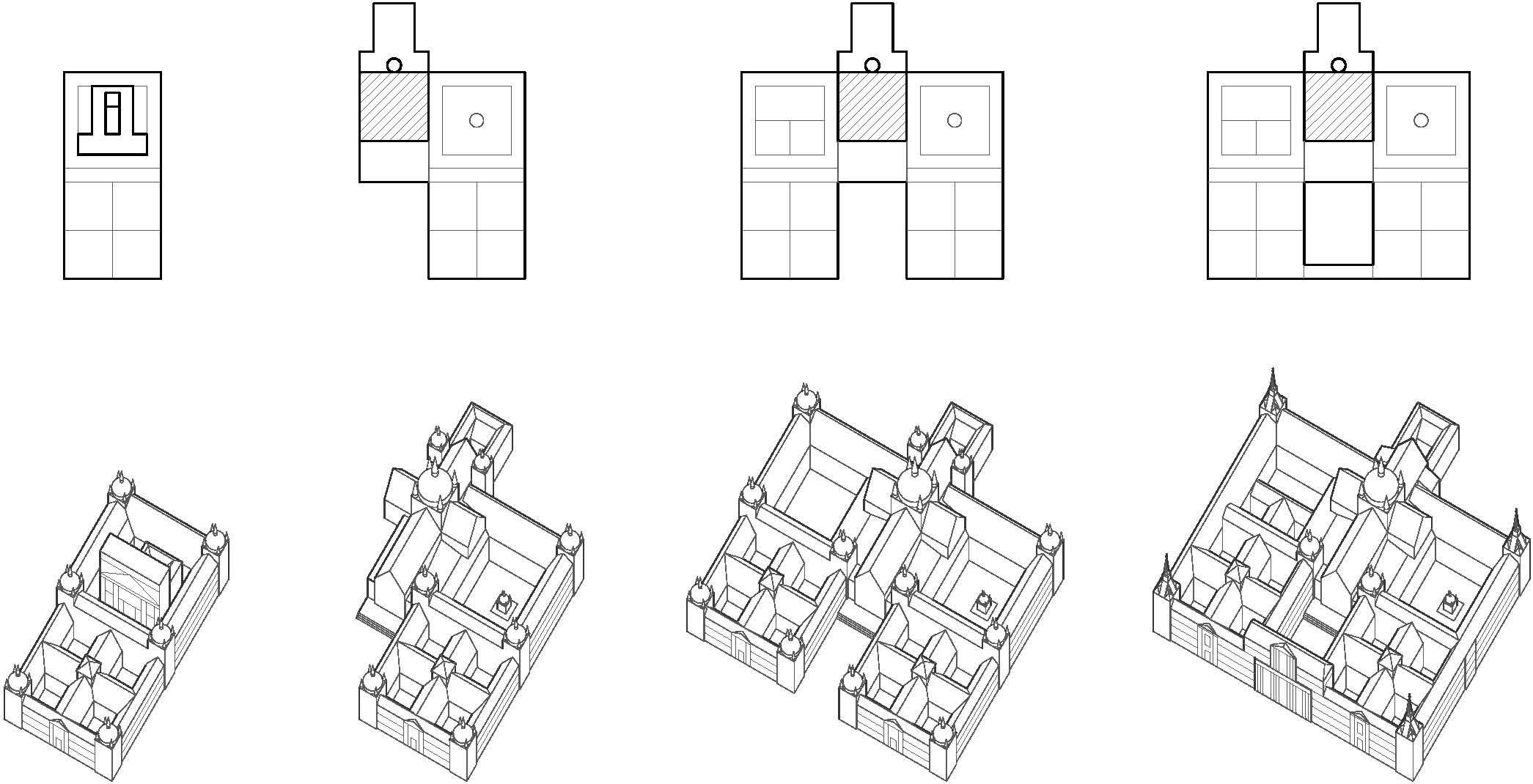
1) Hipótesis básica (según J. R. Cuadra) 2) El Monasterio reducido al esquema monacal tradicional (según F. Chueca). 3) El Monasterio completado, sin cerrar el atrio del templo (id.). 4) Solución definitiva

En primera instancia se observa que las primeras trazas que se conservan de Juan Bautista de Toledo proponían un edificio con una imagen muy diferente al que se construyó definitivamente: torres en el centro de cada una de las fachadas laterales (las huellas de la torre de la biblioteca aún son visibles en la fachada que da al jardín, ya que se construyó en vida de Juan Bautista), dos torres en la cabecera de la iglesia y dos torres más en la portada principal, donde el Patio de Reyes quedaba abierto y dejaba ver en el fondo la portada de la Basílica. Sabemos por la documentación que se conserva de los priores del convento que al principio se preveía alojar solo cincuenta monjes en lugar de los cien finales, por lo que el proyecto original tenía una altura menos en la parte delantera.
En cuanto a la planta de la iglesia, el diseño se resolvía con unas naves de menores dimensiones que las actuales, rematadas con una capilla de ábside semicircular. No estando contento Felipe II con esta solución hará llamar a Francesco Paciotto que le aconsejará al monarca que el templo tenga el ábside plano. Finalmente el artífice de la solución definitiva fue Juan de Herrera, que construyó un templo cuadrado basado en la planta del Vaticano sobrepuesto a una planta basilical tradicional con el altar al final de la nave principal. A Herrera también se debe la imagen unitaria de las fachadas con menos torres y sin escalonamiento, lo que contribuyó a la potente imagen final del edificio.
La planta definitiva del edificio, con solo cuatro torres en las esquinas y el Palacio Real haciendo de «mango», recuerda la forma de una parrilla, por lo que tradicionalmente se ha afirmado que se escogió esta traza en honor de san Lorenzo, martirizado en Roma en una parrilla, ya que el 10 de agosto de 1557, día de la festividad del santo, tuvo lugar la batalla de San Quintín. De ahí el nombre del conjunto y de la localidad creada a su alrededor.

### Antecedentes monásticos
Fernando Chueca Goitia explicó la disposición general del edificio dando gran importancia a la comprobada intervención de la orden jerónima en las primeras trazas de la obra, de la que resultaría el núcleo conventual de la iglesia y el claustro principal. La principal contribución de Juan Bautista de Toledo habría sido añadir los palacios privados y públicos, integrándolos en un esquema simétrico, mucho más propio del Renacimiento. Este primer esquema de palacio real adosado a un monasterio era costumbre entre los monarcas hispanos medievales, y lo utilizaron en los monasterios que usaban para retiros, lutos y descansos. Podemos encontrar muchos antecedentes, como Santo Tomás de Ávila, Guadalupe, Poblet, Santa Creus o Yuste, entre muchos otros.

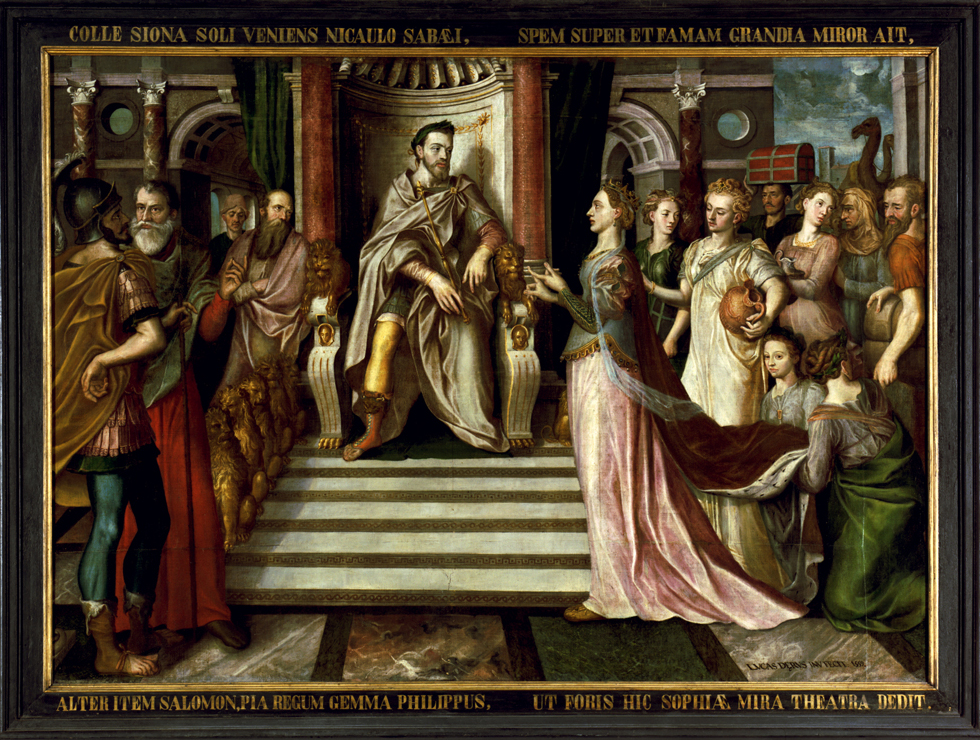
Felipe II caracterizado como Salomón (Lucas de Heere, 1559), Catedral de San Bavón en Gante.

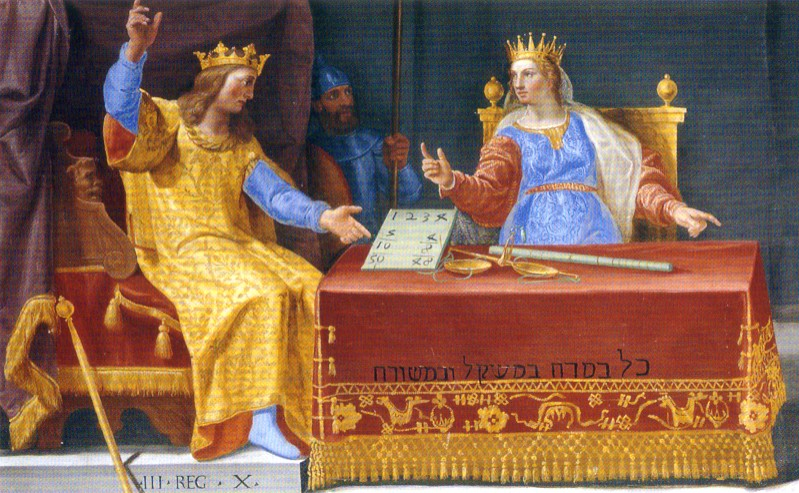
Fresco de «Salomón y la Reina de Saba» en el centro de la Biblioteca de El Escorial.

### Modelos bíblicos: el Templo de Salomón
En realidad el origen arquitectónico de su planta es muy controvertido. Dejando a un lado la feliz casualidad de la parrilla, que no apareció hasta que Herrera cerró la fachada principal con la «falsa fachada» de la biblioteca y eliminó seis de las torres, la planta parece estar basada más bien en las descripciones del Templo de Salomón de la Biblia y del historiador judeo-romano Flavio Josefo. Esta idea debió ser modificada por las crecientes necesidades del convento y las funciones que Felipe II quiso que albergara el edificio (panteón, basílica, convento, colegio, biblioteca y palacio), por lo que hubo que duplicar las dimensiones iniciales del proyecto. Las estatuas de David y Salomón flanquean la entrada a la basílica recordando el paralelismo con el guerrero Carlos I y el prudente Felipe II. Del mismo modo, se pintan dos frescos de Salomón en el centro de las bóvedas de la biblioteca y de la Celda del Prior, mostrando sus imágenes de mayor sabiduría y prudencia en el gobierno: el famoso episodio de la discusión con la Reina de Saba y la pelea de las dos madres por el hijo, al que Salomón propone partir en dos.
La idea de evocar el Templo de Jerusalén no fue por tanto la principal, como hemos visto al enumerar las causas fundacionales, pero tampoco fue una decisión arbitraria o simplemente estética. Fue el modelo arquitectónico usado como idea del proyecto, dado que señalaba al Templo como Domus Dei, la Casa de Dios. La imponente estatua de Salomón en el centro de la portada de la iglesia deja claro la ortodoxia de la idea y el gusto de Felipe II por el Antiguo Testamento. El rey nunca hubiera consentido frivolidades o insinuaciones sobre la tumba de su padre sin una base real.
Muchos autores, siguiendo un famoso artículo de René Taylor, han buscado connotaciones ocultistas y mágicas en la comparación con el edificio bíblico, lo que parece difícil dado la inflexible religiosidad de Felipe II. Además, las connotaciones esotéricas del Templo de Salomón no aparecieron hasta dos siglos después, con la aparición de la masonería. La teoría más aceptada en la actualidad es la de que la similitud con el Templo de Jerusalén y la presencia de las estatuas de David y Salomón en su fachada buscaban subrayar la presencia real de Dios en la Eucaristía, idea negada por los protestantes y defendida en el Concilio de Trento.

### La arquitectura del Monasterio de El Escorial

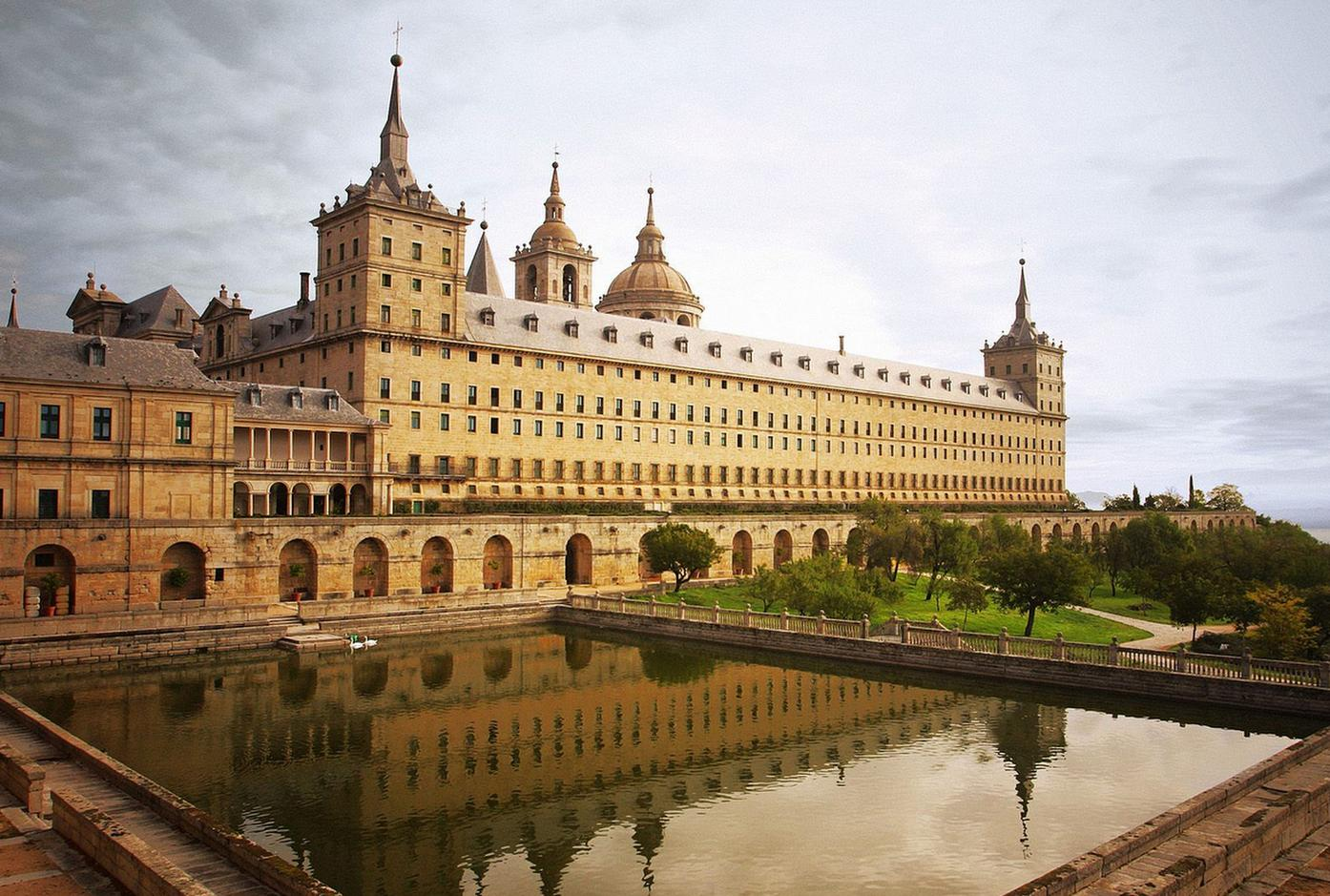
La fachada sur del Monasterio de El Escorial.

El resultado final guarda reminiscencencias de los tres dominios que Felipe II había aprendido a amar en su juventud en Valladolid, Milán y Bruselas: la planta rectangular con sus cuatro torres en las esquinas, habitual en los sobrios alcázares castellanos de piedra, la arquitectura clásica italiana en la basílica y las portadas, y los típicos tejados apizarrados flamencos, elaborados en este caso utilizando pizarra de las canteras de Bernardos (Segovia), cuya explotación se inició por orden de Felipe II para la construcción del edificio. Las cubiertas se renovaron por completo en 1968, sustituyendo las vigas de madera de pino de Valsaín y San Rafael por vigas de hierro. 
El Monasterio destaca por la potencia de su imagen, la sabia composición de su complejo programa funcional, el rigor arquitectónico de cada una de sus partes, la elegancia de la articulación arquitectónica entre las distintas piezas, la cuidada perfección de sus proporciones y sus ricos valores simbólicos. Debe destacarse también su impresionante unidad de estilo y el haberse realizado en el reducido plazo para entonces de veintiún años. Los valores del proyecto son el orden, la jerarquización y la perfecta relación entre todas las partes de la composición, integrando monarquía, religión, ciencia y cultura en el eje principal: la Portada Principal con la estatua de San Lorenzo, la biblioteca, los Reyes de Judá, la basílica y el palacio privado del rey. La teatralidad de este recorrido a través de este gran eje central para mostrar finalmente el Sagrario con la Eucaristía anticipa a la llegada del Barroco.
El estilo escogido fue el del Renacimiento, muy depurado y sin la profusa decoración plateresca. El orden arquitectónico predominante es el toscano, el más sencillo del clasicismo, y el dórico en la iglesia. Pese a su austeridad y aparente frialdad, el Monasterio de El Escorial fue un símbolo del salto entre una España medieval y otra moderna. Su arquitectura, el mejor ejemplo del Renacimiento español y modelo del estilo denominado "Herreriano" o "desornamentado", no puede dejarnos indiferente. Felipe II y sus arquitectos, de acuerdo con su gran cultura humanista aprendida en sus viajes por Italia, Alemania y los Países Bajos, contrapusieron el retorno al clasicismo romano al desbordante plateresco de la época. Se trata de una de las principales obras maestras de la arquitectura española, tal vez su página más brillante. Debe destacarse la fina sensibilidad de la fachada sur, superior a sus imitaciones del siglo XX en un tema tan difícil como es la repetición de tantas ventanas en un único lienzo.
Le Corbusier visitó el edificio, invitado en 1928 por García Mercadal y alabó su arquitectura, hasta el punto de que se ha señalado su semejanza con el proyecto del Mundaneum de 1929. Tras la celebración del Cuarto Centenario del Monasterio en 1984 se redescubrieron muchos detalles arquitectónicos del edificio, como la compleja geometría de los chapiteles herrerianos, la audaz bóveda plana, las bellas chimeneas siamesas o la ingeniosa solución espacial de la iluminación cenital de la linterna del convento. Pero no debemos olvidar el valor tradicionalmente reconocido a El Escorial: el hermoso Patio de los Evangelistas, con su espléndido ejercicio de bramantismo del templete central, la grandiosa cúpula trasdosada y apoyada sobre tambor, la colosal escalera del convento, y los ejemplos del manierismo de la Basílica y de la fachada principal, entre otras muestras de gran arquitectura.

## Secciones del edificio

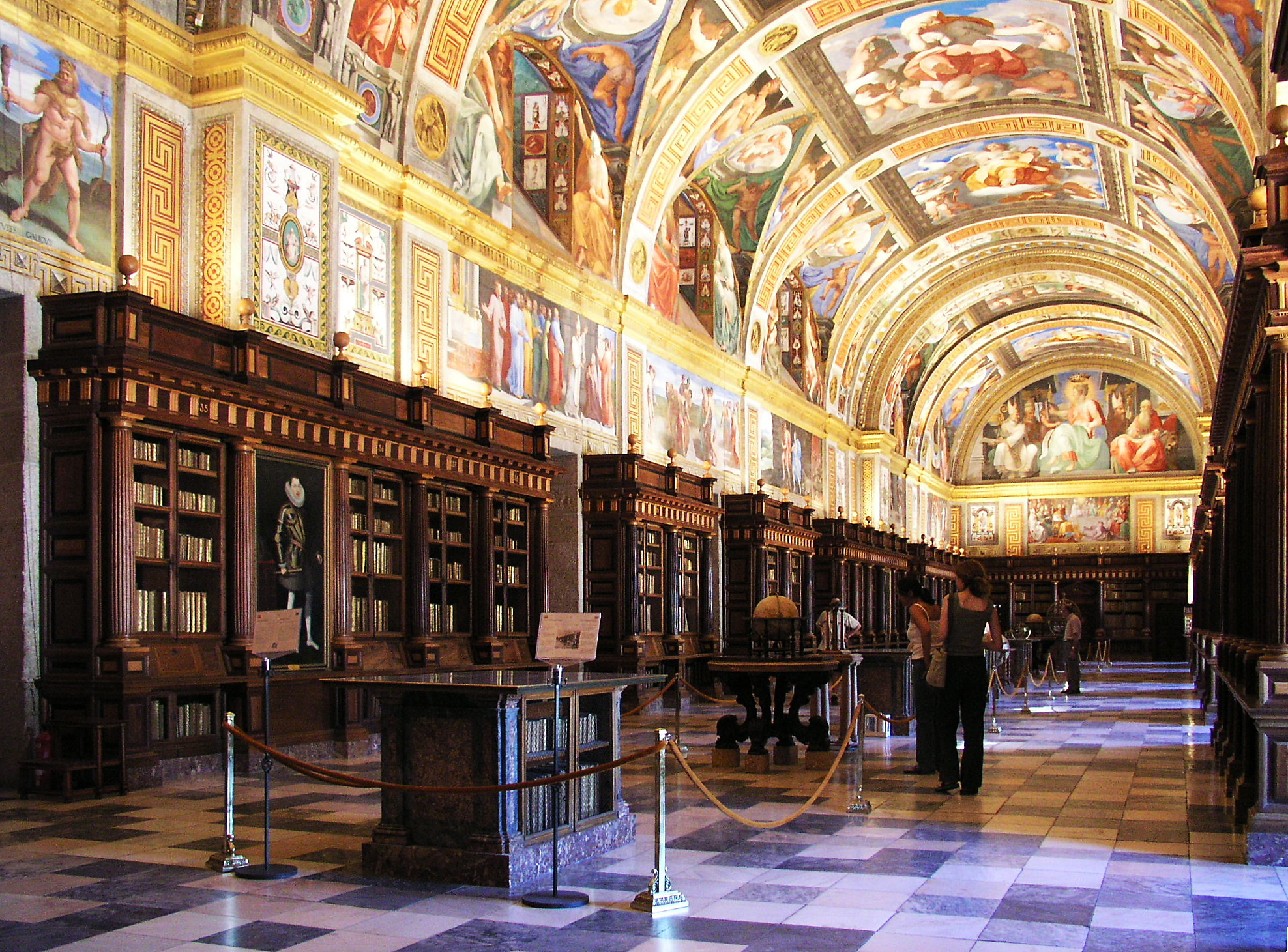
La biblioteca

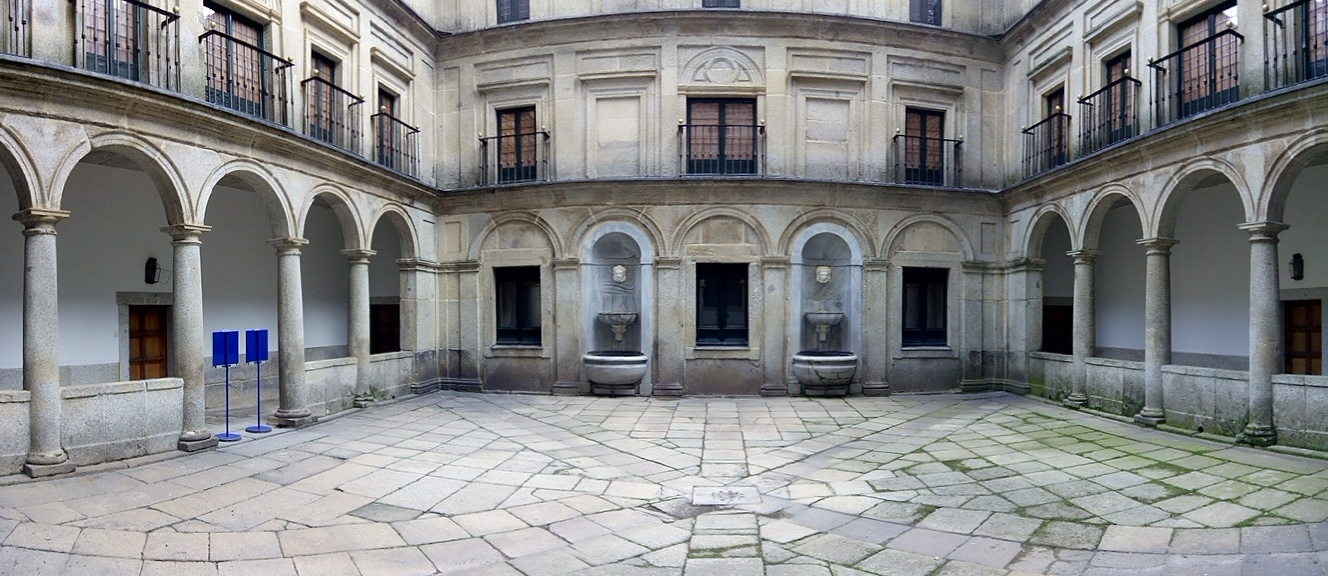
Patio de Mascarones, en el centro del palacio de Felipe II. Recibe su nombre por las dos fuentes de mármol que se encuentran adosadas al muro.

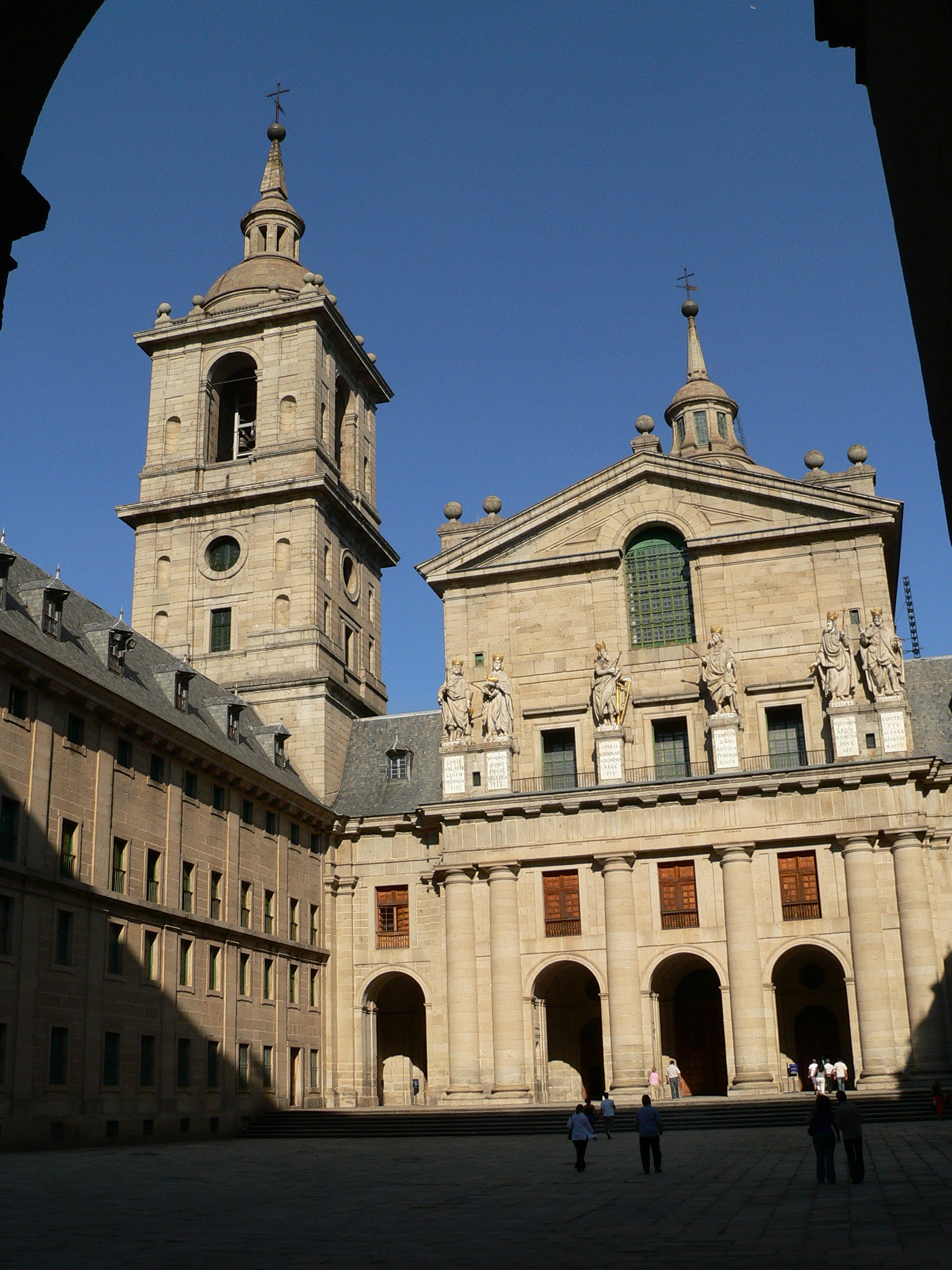
Fachada de la Basílica.

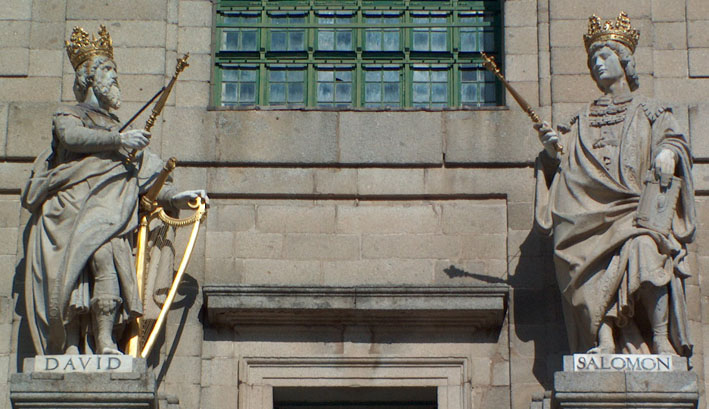
Estatuas de David y Salomón en el centro de la fachada, con las inscripciones alusivas a la construcción de la Casa de Dios.

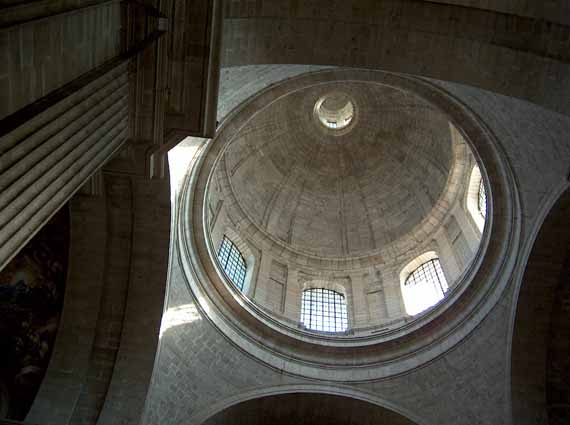
Cimborrio y cúpula de la Basílica.

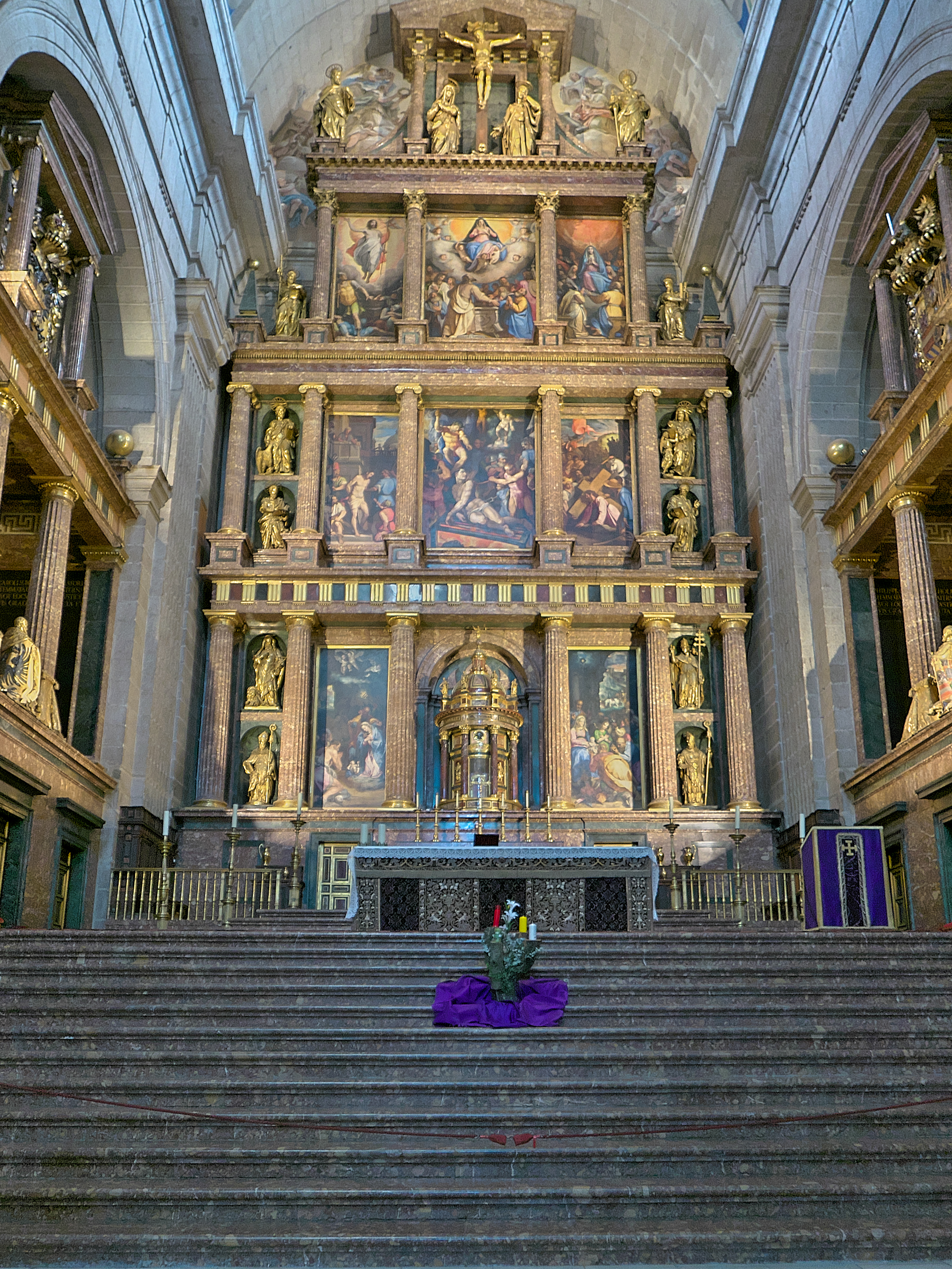
Altar mayor.

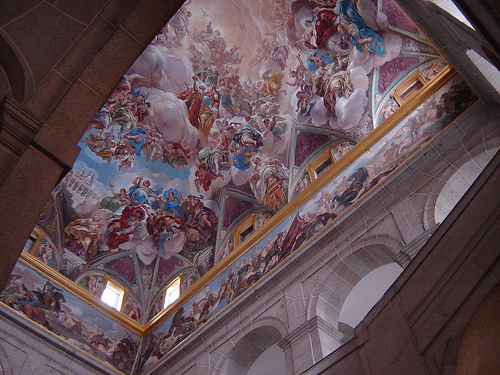
Frescos en la escalera principal.

Las principales secciones en que se puede dividir el Real sitio son:

### Biblioteca
Felipe II cedió a la biblioteca del monasterio los ricos códices que poseía y para cuyo enriquecimiento encargó la adquisición de las bibliotecas y obras más ejemplares tanto de España como del extranjero. Fue proyectada por Juan de Herrera cerrando el atrio de la Basílica y unificando la fachada principal, ya que Juan Bautista de Toledo la situaba en la desaparecida torre central de la fachada Sur. Herrera también se ocupó de diseñar las estanterías que contiene. Se ubica en una gran nave de 54 metros de largo, 9 de ancho y 10 metros de altura con suelo de mármol y estanterías de ricas maderas nobles ricamente talladas.
Arias Montano elaboró su primer catálogo y seleccionó algunas de las obras más importantes para la misma. Está dotada de una colección de más de 40.000 volúmenes de extraordinario valor. En 1616 se le concede el privilegio de recibir un ejemplar de cada obra publicada en España, aunque tal cosa nunca se llegó a cumplir del todo.
La bóveda de cañón del techo de la biblioteca está decorada con frescos representado las siete artes liberales, esto es: Retórica, Dialéctica, Música, Gramática, Aritmética, Geometría y Astrología. Entre los estantes de libros se colgaron retratos de diversos monarcas españoles, entre ellos el famoso Silver Philip (Felipe IV con traje castaño y plata) pintado por Velázquez, y que ahora está en la National Gallery de Londres. Los frescos de las bóvedas fueron pintados por Pellegrino Tibaldi, según el programa iconológico del Padre Sigüenza.
La fama de Salomón como el rey sabio por excelencia de la Biblia debió condicionar la decisión de Felipe II de donar su biblioteca a los monjes del Monasterio para crear un Centro de Sabiduría, en vez de repartirla por sus otros palacios, como Aranjuez, Valsaín o el Alcázar de Madrid, y donarla así solo a sus herederos.
En 1671 se produjo un gran incendio en la biblioteca, destruyó unos 5.280 códices manuscritos, tanto latinos o griegos, franceses, judíos o árabes, aunque las colecciones impresas se llegaron a salvar. La colección impresa de la biblioteca está compuesta por más de 600 incunables, 10.608 libros del siglo XVI, 2.179 libros del siglo XVII y un número mayor de libros del siglo XVIII. La colección de manuscritos se compone de varios miles de códices medievales.

### Palacio de Felipe II
El también denominado «Palacio de los Austrias» ocupa todo el mango de la parrilla de El Escorial y parte del patio Norte, construido en dos pisos alrededor del presbiterio de la Basílica y en torno al Patio de Mascarones. Sigue el mismo esquema arquitectónico del Palacio de Carlos I en el Monasterio de Yuste. Actualmente solo se pueden visitar los Cuartos Reales y la Sala de Batallas. En las dependencias privadas de los Reyes se pueden contemplar importantes obras pictóricas de la escuela española de principios del XVII, de la escuela italiana y veneciana del siglo XVI, y de las escuelas flamencas del XVI y XVII, entre ellos San Cristóbal en el vado de Joachim Patinir.
Antes de las habitaciones reales se atraviesan otras dependencias como el Salón de Embajadores, con interesantes objetos expuestos: morteros del siglo XVII, una mesa con incrustaciones de marfil, dos relojes solares en el pavimento, dos sillas plegables de madera chinas de la época Ming (ca. 1570) y los retratos de todos los monarcas de la Casa de Austria. Merecen especial mención las impresionantes puertas de marquetería, regalo del emperador Maximiliano II. Se expone también la supuesta silla-litera en la que Felipe II realizó su último viaje al Monasterio aquejado por la gota.
La «Casa del Rey» está formada por una serie de estancias decoradas con sobriedad, ya que fue el lugar de residencia del austero Felipe II. El dormitorio real, situado junto al altar mayor de la Basílica, cuenta con una ventana que permitía al rey seguir la misa desde la cama cuando estaba imposibilitado a causa de la gota que padecía. Está dividido en cuatro estancias: la sala principal, el escritorio, la alcoba y el lujoso oratorio.

### Palacio de los Borbones
En claro contraste con la austera monumentalidad del Palacio de los Austrias, se yergue el Palacio de los Borbones. Construido al norte de la Basílica, alrededor del Patio del Palacio, el complejo de habitaciones tiene su origen en época de Felipe II, cuando en esa zona se instalaron los aposentos de los Infantes (lado noreste del patio), la Galería de Batallas (lado sur, ver más abajo) y las cocinas y zonas del servicio (lado oeste).
Bajo el reinado de Carlos III, esta área fue habitada por los entonces Príncipes de Asturias. Cuando estos ascendieron al trono, en 1788, como Carlos IV y María Luisa de Parma, decidieron mantener sus aposentos en la misma zona y no trasladarse a la «Casa del Rey». Los nuevos monarcas encargaron una nueva escalinata de acceso al arquitecto Juan de Villanueva que fue terminada en 1793. Los interiores fueron además aderezados con suntuosos tapices diseñados por Bayeu o Goya y un rico mobiliario. Fernando VII fue el último monarca en hacer uso de estos aposentos.
En diciembre de 2015, después de años de restauraciones, el conjunto de 18 salones fue abierto al público en visita libre.

### Basílica
Precedida por el Patio de los Reyes, es el verdadero núcleo de todo el conjunto, en torno al cual se articulan las demás dependencias.

### Cripta Real (Panteón de Reyes)
Juan Gómez de Mora, según planos de Juan Bautista Crescenzi, reformó por orden de Felipe III la pequeña capilla funeraria de granito de debajo del altar para albergar allí veintiséis sepulcros de mármol en un suntuoso Panteón barroco donde reposan los restos de los reyes y reinas de las casas de Austria y Borbón, con solo algunas excepciones.

### Relicarios
Siguiendo uno de los preceptos aprobados por el Concilio de Trento referente a la veneración de los santos, Felipe II dotó al Monasterio de una de las mayores colecciones de reliquias del mundo católico. La colección se compone de unas 7500 reliquias, que se guardan en 507 cajas o relicarios escultóricos trazados por Juan de Herrera y la mayoría construidos, por el platero Juan de Arfe y Villafañe. Estos relicarios adoptan las más variadas formas: cabezas, brazos, estuches piramidales, arquetas etc. Las reliquias fueron distribuidas por todo el Monasterio concentrándose las más importantes en la Basílica. En el lado del Evangelio, bajo la protección del Misterio de la Anunciación de María, se guardan todos los huesos de los santos y mártires. En el lado opuesto, en el Altar de San Jerónimo, se sitúan los restos de los santos y mártires. Los restos sagrados se guardan en dos grandes armarios, decorados por Federico Zuccaro, que se encuentran divididos en dos cuerpos; se pueden abrir por delante, para ser expuestos al culto, y por detrás, para poder acceder a las reliquias. En la actualidad permanecen cerrados exponiéndose únicamente el día de Todos los Santos.

### Convento

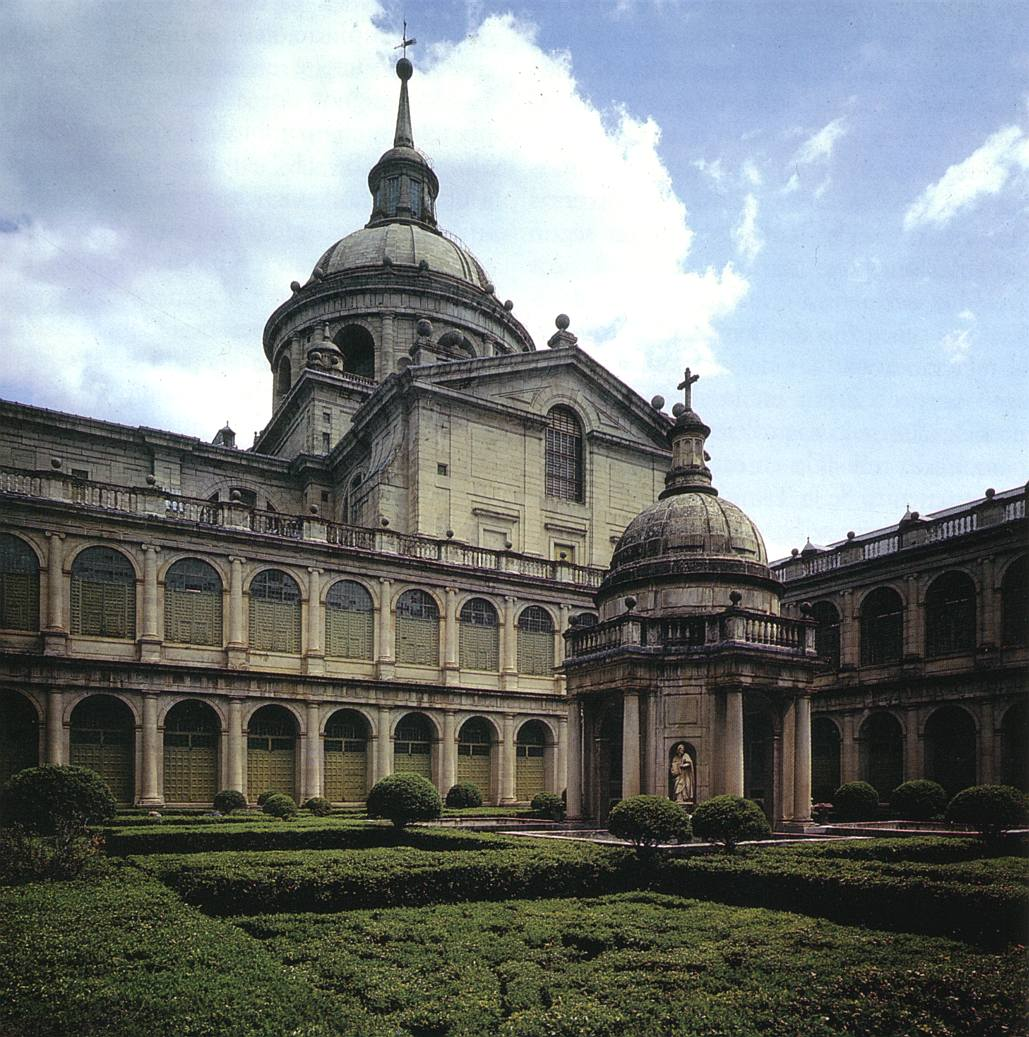
Patio de los Evangelistas, en el centro del convento.

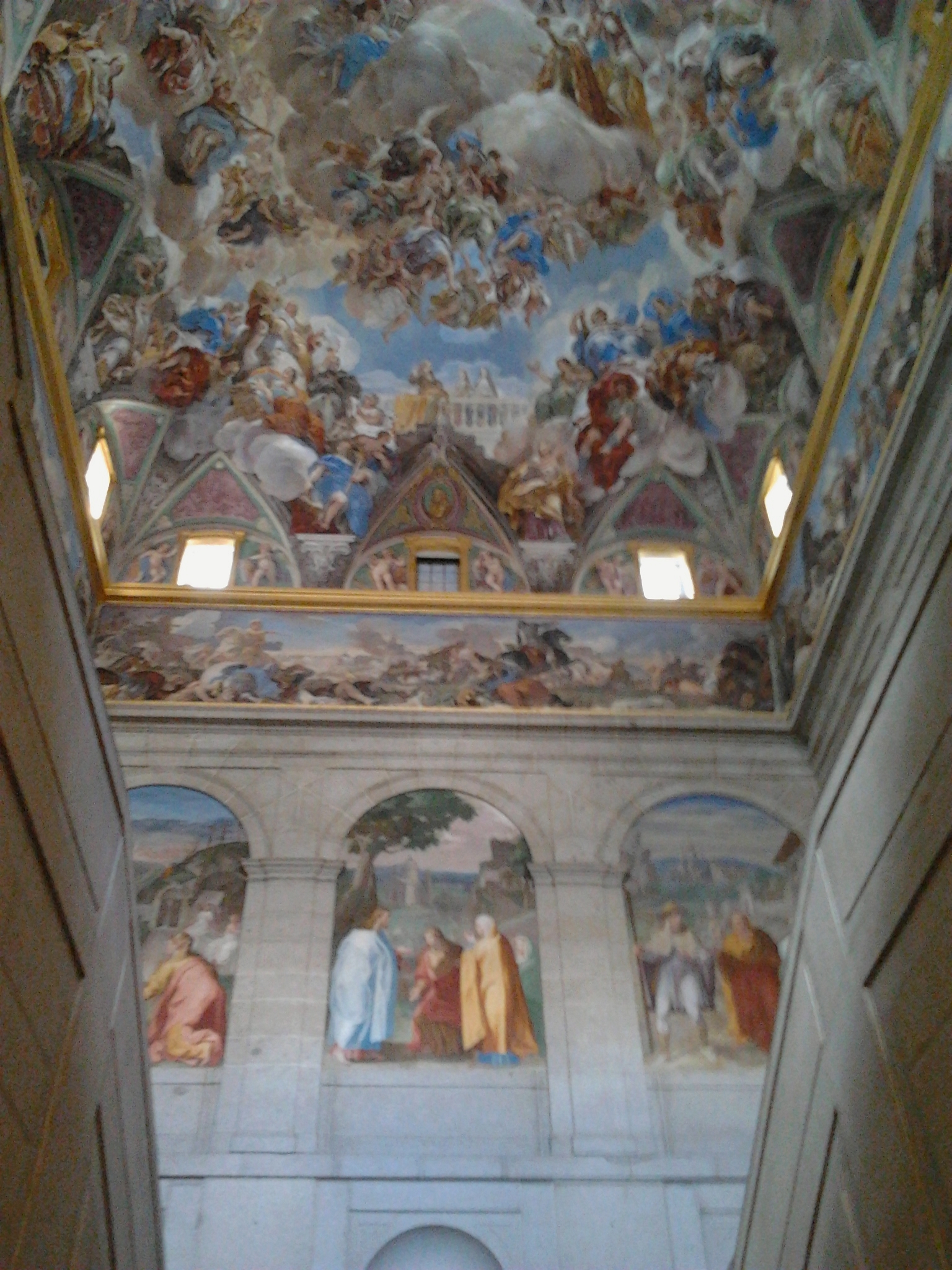
Frescos de la escalera principal.

El monasterio propiamente dicho ocupa todo el tercio sur del edificio. Fue ocupado originalmente por monjes jerónimos en 1567, aunque desde 1885 está habitado por los padres Agustinos, de clausura, por lo que no es visitable por el público. El recinto se organiza en torno al gran claustro principal, el Patio de los Evangelistas, obra maestra diseñada por Juan Bautista de Toledo y que constituye una de las mejores páginas de arquitectura del Monasterio. Sus dos pisos están comunicados por la espectacular escalera principal, con las bóvedas decoradas por frescos de Luca Giordano. El ambicioso programa pictórico de sus soportales fue iniciado por Luca Cambiaso y continuado por Pellegrino Tibaldi. En el centro del claustro se levanta un hermoso templete realizado en granito, mármoles y jaspes de diferentes colores sobre traza de Juan de Herrera, influido por el tempietto de San Pietro in Montorio de Bramante. Las esculturas de los cuatro evangelistas fueron cinceladas por Juan Bautista Monegro de un solo bloque de mármol y sujetan un libro abierto con un fragmento de su Evangelio en la lengua en que fueron escritos.
Junto a las Salas Capitulares, destaca también la Celda Prioral Baja, con un fresco en el techo sobre El Juicio de Salomón de Francesco da Urbino, recordando al prior la necesidad de un gobierno justo al frente del Monasterio. La sacristía, aún en uso, con la Adoración de la Sagrada Forma de Claudio Coello. En la iglesia Vieja o de Prestado se conserva El Martirio de San Lorenzo de Tiziano, una de las obras maestras del renacimiento italiano, que Felipe II encargó para el retablo principal de la Basílica pero que descartó por su oscuro colorido, poco visible a cierta distancia.

### Escalera principal
Sigue la típica tradición española de escalera imperial con un tramo principal dividido en dos a los lados a partir de la primera meseta, manteniendo el eje de simetría del convento y compatibilizando los tres pisos del Patio de los Evangelistas con los tres del convento mediante puertas discretas que permiten el paso a la zona más recogida y doméstica. Se suele atribuir a Bergamasco, aunque su proyecto fue modificado y desarrollado por Juan de Herrera. Su altura es de 23 metros, 8 de anchura y se forma por 52 peldaños de granito de una sola pieza de 4,40 metros de largo; cuenta con una cubierta propia que cubre la gran bóveda esquifada que ilumina desde arriba sus magníficos frescos.
Su decoración de pinturas al fresco es notable; la caja de la escalera presenta 14 arcos a la altura del piso superior. Cinco de ellos están cerrados y muestran paneles pintados que continúan loa asuntos de la Vida de Jesucristo del claustro bajo; dos son de mano de Luca Cambiaso (San Pedro y San Juan junto al sepulcro del Señor y Aparición de Jesús a los Apóstoles en el Cenáculo) y tres de Pellegrino Tibaldi (Aparición del Señor a la Magdalena; Aparición a las Santas Mujeres y Aparición a los discípulos de Emaús). Pero la obra más considerable corresponde a Luca Giordano, que en por orden de Carlos II de fecha 31 de agosto de 1692 pintó el gran friso y la grandiosa bóveda con su estilo grandilocuente y brioso, realizando una obra de extraordinaria belleza y técnica insuperable en el increíble tiempo de siete meses. En el friso destaca las escenas de La batalla de San Quintín y la Fundación de El Escorial, en la que aparece Felipe II discutiendo las trazas del Monasterio con Juan Bautista de Toledo y Juan de Herrera, junto al Obrero Mayor, el jerónimo Fray Antonio de Villacastín. La bóveda es una obra maestra donde se representan escenas de la Santísima Trinidad, Virgen con ángeles llevando los emblemas de la Pasión, numerosos santos españoles o las Virtudes cardinales. En el lado occidental se representa una balaustrada a la que se asoma Carlos II, quien explica a su esposa Mariana de Neoburgo y a su madre Mariana de Austria el significado de la pintura que había ordenado realizar.

### Sacristía
Ocupa una gran sala abovedada, con unas dimensiones de 30x9 metros y casi 11 de altura. Se encuentra situada en la zona Este del claustro bajo del Patio de los Evangelistas, y de él recibe luz por cinco ventanas a nivel del suelo. En el centro está colocado un hermoso espejo de barroco marco de plata y adornos de cristal de roca, regalo de la Reina Doña Mariana de Austria (madre de Carlos II), y a sus lados, hay otros seis menores convenientemente distanciados, con marcos de chapa de plata finamente trabajada. La bóveda está pintada de grutescos, fugurando grandes casetones con adornos diversos entre fajas resaltadas, obra de Niccolò Granello y Fabrizio Castello; el pavimento es de mármoles blanco y gris.
En ella se exhibe una excelente colección pictórica, entre las que destacan obras de Luca Giordano (Noé embriagado y sus hijos; La Oración del Huerto; El falso profeta Balaán; El santo Job; La heroína Jael y Sísara), Tiziano (Cristo crucificado), José de Ribera (San Pedro en la prisión), Michel Coxcie (La Virgen, el Niño Jesús y Santa Ana que le ofrece una fruta) o Herrera Barnuevo (San Juan Bautista). Aunque entre todas ellas, brilla con luz propia La adoración de la Sagrada Forma, obra maestra del madrileño Claudio Coello, representando en ella la función religiosa que se celebró el 19 de octubre de 1680 para el solemne traslado de la Santa Forma desde otro lugar del Monasterio a su nueva capilla de la sacristía, admirablemente compuesto tanto en perspectiva como en la maestría de los personajes retratados: Carlos II arrodillado; Francisco de los Santos, prior del Monasterio; Padre Fray Marcos de Herrera; los Duques de Medinaceli y Pastrana; el conde Baños; el marqués de la Puebla y el primogénito del duque de Alba; la comunidad de jerónimos religiosos cantando e, incluso, el propio pintor incluyó un autorretrato suyo en la persona situada más a la izquierda de la obra.
El altar queda completamente cubierto con el cuadro de Coello, que sirve de velo o transparente al Santísimo y que sólo se descorre una vez al año (último domingo de septiembre). Es entonces cuandro el cuadro se desplaza inferiormente y queda bajo el pavimento, descubriéndose entonces el magnífico crucifijo con la figura de Cristo bellamente modelada y fundida en bronce dorado a fuego, obra de Pietro Tacca, así como un gran templete también dorado a fuego, de estilo gótico-germánico de 1,60 metros de alto, dibujado por Vicente López, comenzado en 1829 por Ignacio Millán y terminado en 1834. Contiene diversas reliquias y se adorna con cuarenta estatuillas y diez bustos. La riquísima custodia de Isabel II, regalo de esta reina en 1852, es obra hecha en Madrid por Carlos Pizzala, con admirable trabajo de orfebre y cuajada de pedrería, es -lamentablemente- una de las joyas desaparecidas en 1936. El camarín de la sacristía, detrás del retablo cubierto de mármoles y adornos de bronce, es obra de Francisco Rizi, José del Olmo y Francisco Filippi.

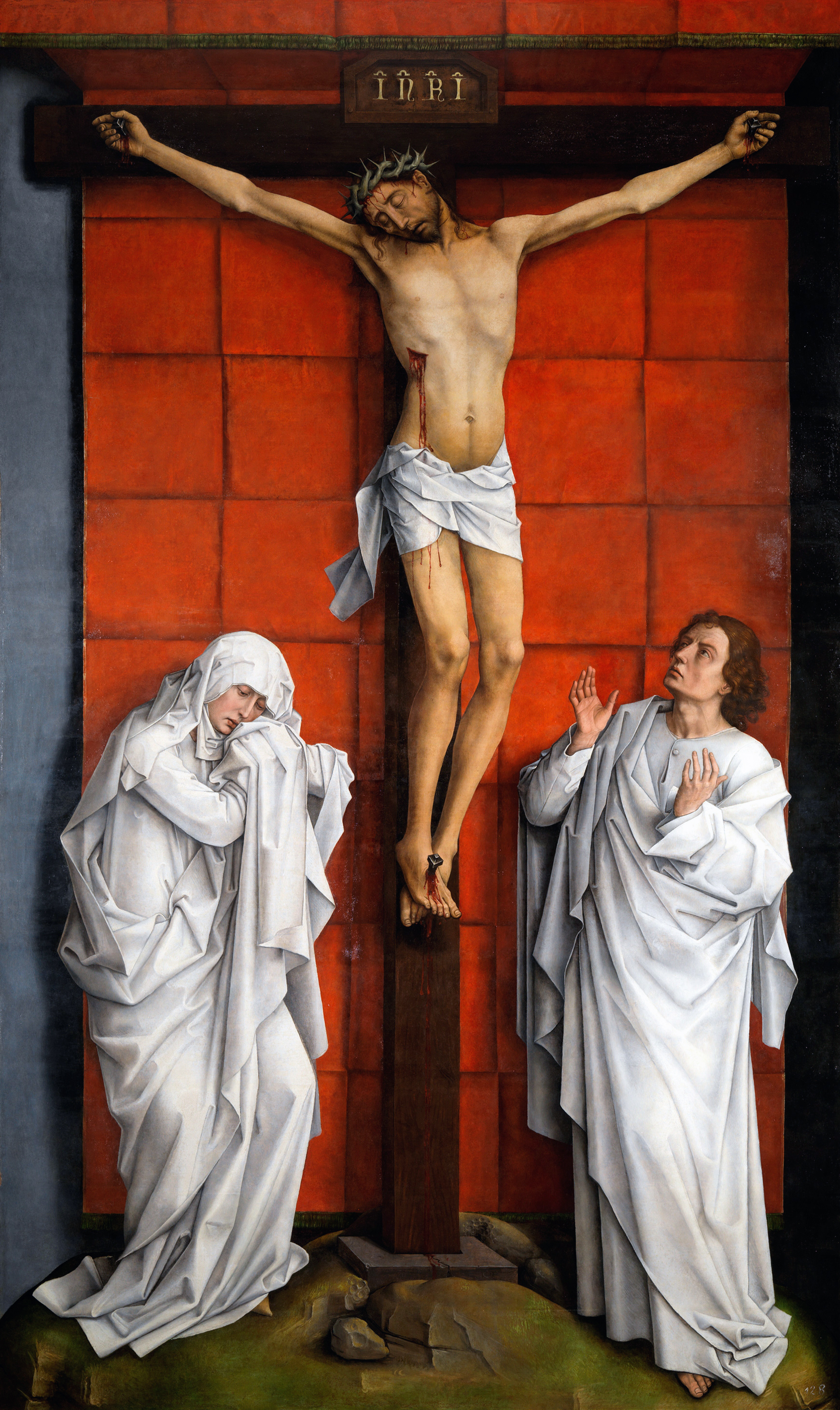
Gran Calvario, pintura de Rogier van der Weyden. Museo de Pinturas, Salas Capitulares

### Salas capitulares (Museo de Pintura)
Destinadas actualmente a Museo de Pinturas, eran las salas donde los monjes celebraban sus capítulos, especie de confesiones mutuas para mantener la pureza de la Congregación. Desde tiempos de Velázquez, que intervino en su decoración, albergaron importantes pinturas. A pesar del traslado de muchas al Museo del Prado, actualmente se exhiben varias tan importantes como La Última Cena y un San Jerónimo de Tiziano y La túnica de José de Diego Velázquez. En febrero de 2009 se volvió a colgar en sus paredes el Martirio de San Sebastián de Van Dyck, recuperado (tras su adquisición por Patrimonio Nacional) dos siglos después de su sustracción durante la invasión napoleónica.
Sus bóvedas están bellamente pintadas al fresco en estilo renacentista de grutescos y con figuras bíblicas y de santos, realizadas por los hijos del Bergamasco (Niccolò Granello y Fabrizio Castello) en las propias Salas y por Francisco de Urbino en la celda prioral baja, con un hermoso efecto decorativo, en cuyo centro destaca el Juicio de Salomón.
En el centro del vestíbulo se expone un Ángel algo mayor del natural, sobre pedestal y que sostiene un atril que hacía de oficio de facistol; es de bronce dorado y fue hecho en Amberes por el flamenco Juan Simón en 1571. En el testero menor de la Sala Capitular derecha se muestra un curioso Altar portátil del Emperador, que se supone que llevaba el Emperador Carlos V en sus campañas, realizado a base de bronce y plata con esmaltes.
La espléndida pinacoteca de las Salas Capitulares está formada por obras de arte de extraordinario valor. Fue reorganizada a mediados del siglo XX para solucionar la falta de espacio y de iluminación de las estancias. Incluye obras de las escuelas alemana, flamenca, veneciana, italiana y española, de los siglos XV, XVI y XVII, de algunos de los pintores predilectos de Felipe II como El Bosco, Pieter Coecke o Michel Coxcie, junto a obras de artistas como Rogier van der Weyden (Gran Calvario), Patinir (San Cristóbal), Navarrete "el Mudo", Tintoretto (Adoración de los pastores), Federico Barocci, Paolo Veronese, El Greco (San Pedro y Alegoría de la Liga Santa), Luca Giordano (Apolo y Marsias), Francesco Guercino, José de Ribera (Asunción de la Magdalena), Zurbarán, Alonso Cano, Mario de Fiori, Vicente Carducho, Andrea Vaccaro, Pablo Matteis, Daniel Seghers o Francisco Rizi, así como una copia del Retrato de Inocencio X de Velázquez debida a Pietro Martire Neri y dos obras del estilo del Veronés (Adoración de los Pastores y Adoración de los Reyes).

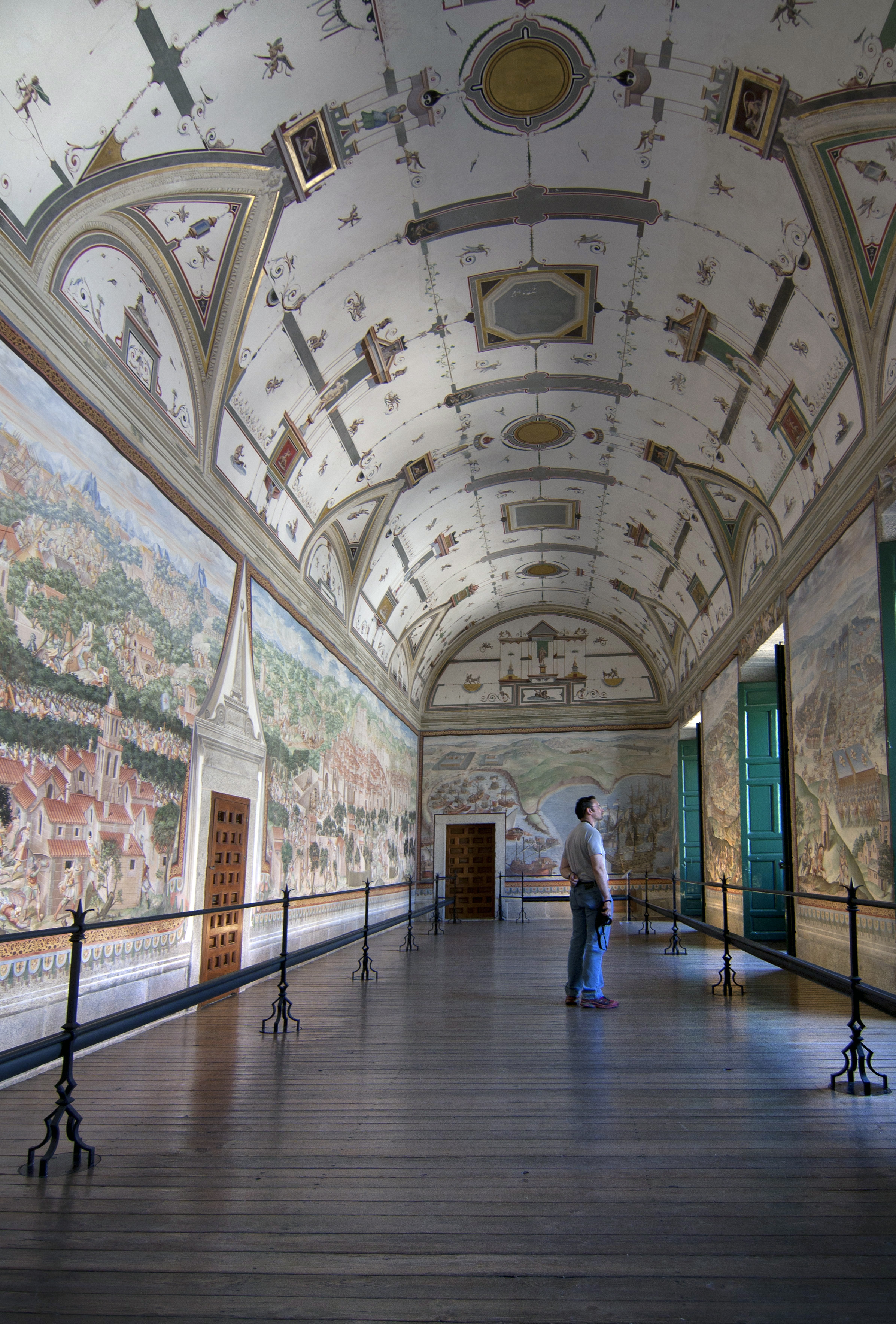
Sala de las Batallas.

### Sala de las Batallas
Se trata de una galería de 60 x 6 metros, con 8 metros de altura, situada en la zona de los aposentos reales. En sus muros se representan pintadas al fresco algunas batallas ganadas por los ejércitos españoles. En el muro sur, solo interrumpido por dos puertas, se pintó de forma continua la batalla de La Higueruela, donde el ejército castellano venció a los moros granadinos en Sierra Elvira (1431). Por el contrario, el muro norte aparece dividido por nueve ventanas creándose nueve espacios en los que se representaron otras tantas escenas de la guerra contra Francia (1557-1558), con el acento puesto en la batalla de San Quintín, vinculada a la fundación del propio monasterio. Por último, en los extremos se representaron dos escenas de una de las más recientes victorias de las tropas españolas: la batalla de la Isla Terceira librada entre la armada española dirigida por Álvaro de Bazán y la armada francesa (1582-1583). De la pintura se encargaron Niccolò Granello y su medio hermano Fabrizio Castello, Lazzaro Tavarone y Orazio Cambiaso, que abandonó pronto. Lo primero que se pintó fueron los grutescos de la bóveda, por los que los artistas cobraron ya en enero de 1585 y se dieron por terminados seis meses más tarde.
En enero de 1587 se firmó el contrato para la pintura de la batalla de La Higueruela, que no se terminó hasta septiembre de 1589. El padre Sigüenza explica que se eligió representar esta batalla de la guerra de Granada por haberse hallado en el Alcázar de Segovia en un viejo arcón un lienzo de 130 pies en el que aparecía pintada la misma batalla en grisalla y que, habiendo gustado al rey, ordenó copiarla.
Algunos meses después de acabada la pintura de la batalla de la Higueruela se resolvió completar la decoración de la sala, firmándose un nuevo contrato con Castello, Granello y Tavarone en febrero de 1590. Las batallas elegidas eran, por una parte, las de la guerra contra los franceses de 1557 y 1558, las únicas batallas a las que Felipe II había acudido en persona, y la toma de la isla Tercera en las Azores, con la que se completaba la incorporación de Portugal a la Corona española. Para asegurar la veracidad histórica, a los pintores se les entregaron modelos de la formación de las escuadras y de sus uniformes proporcionados por Rodrigo de Holanda, yerno de Antonio de las Viñas.
En 1890 fue colocada la barandilla de hierro que protege los frescos, dibujo del arquitecto José de Lema.

### Museo de Arquitectura
Estaba situado en los sótanos del edificio, en la llamada por Juan de Herrera Planta de Bóvedas, y fue creado en el año 1963 como parte de las exposiciones del IV centenario de la colocación de la primera piedra. En sus once salas se mostraban las herramientas, grúas y demás material empleado en la construcción del monumento, así como reproducciones de planos, maquetas y documentos relativos a las obras, con datos muy interesantes que explicaban la idea y gestación del edificio. Estas salas fueron cerradas definitivamente en 2015.

## Exterior del edificio

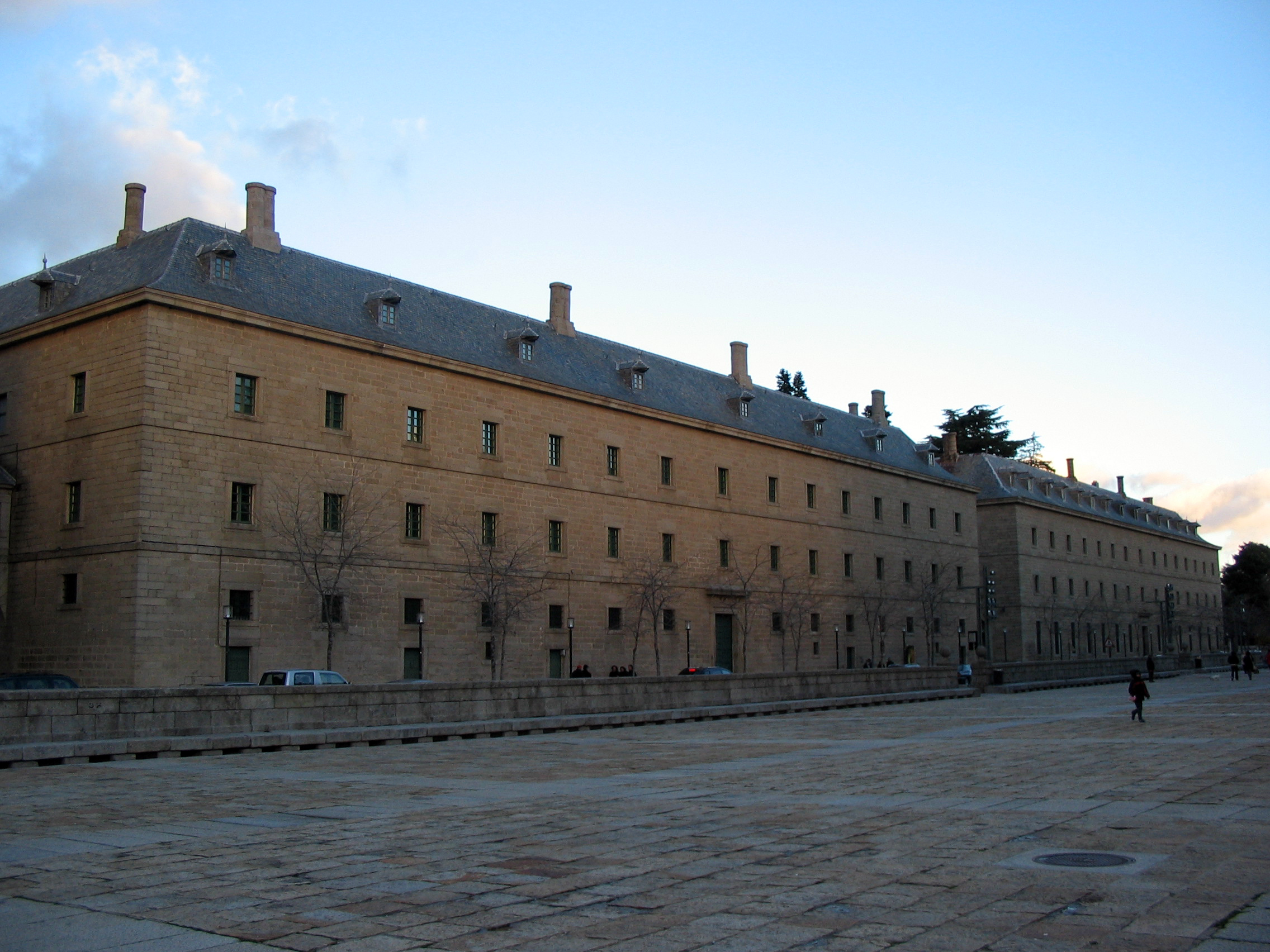
Casas de Oficios, en la Lonja del Monasterio de El Escorial, construidas por Juan de Herrera

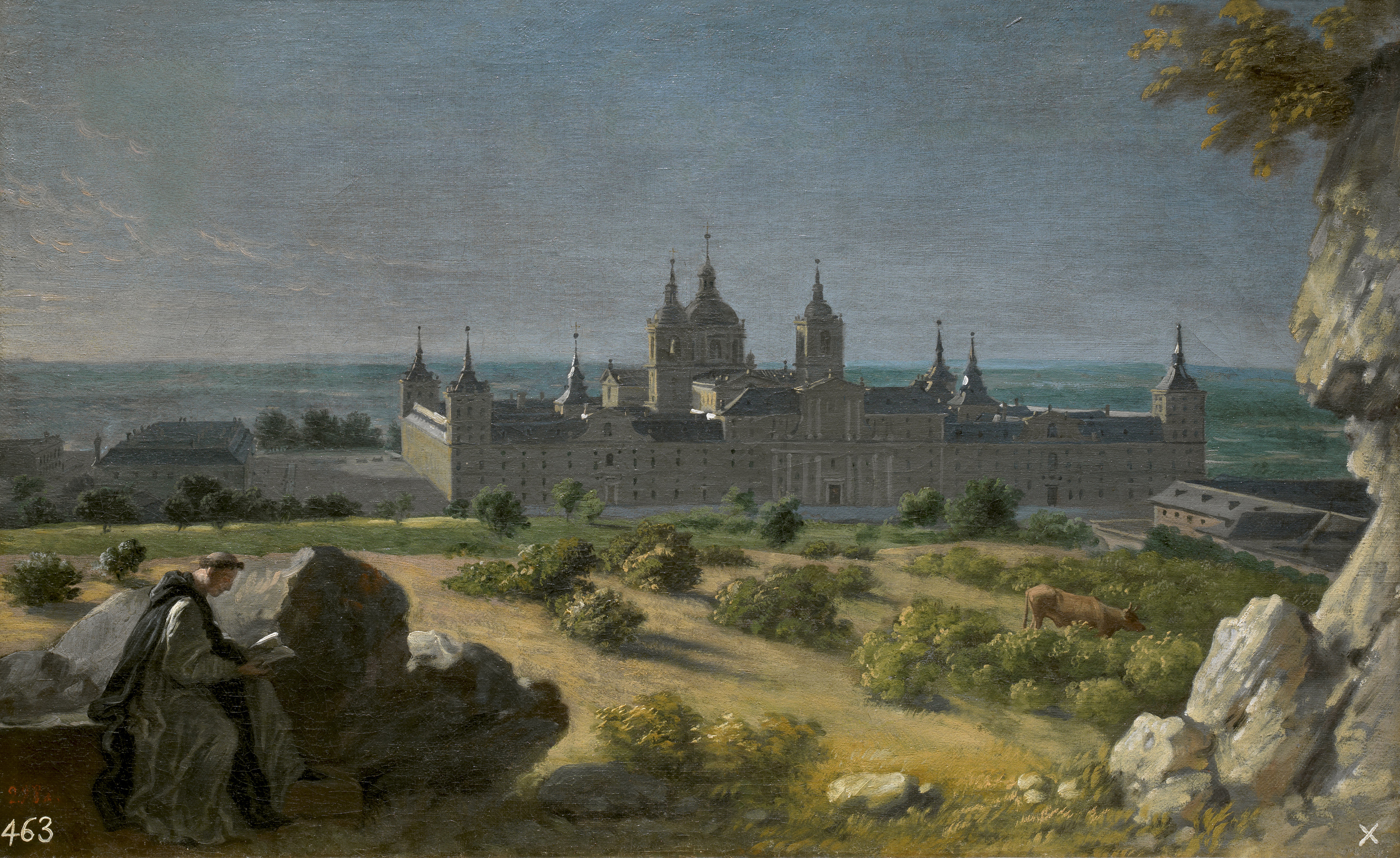
Vista del Monasterio de El Escorial, por Michel-Ange Houasse (1723) antes de cerrarse la Lonja con la tercera Casa de Oficios y las Casas de Infantes.

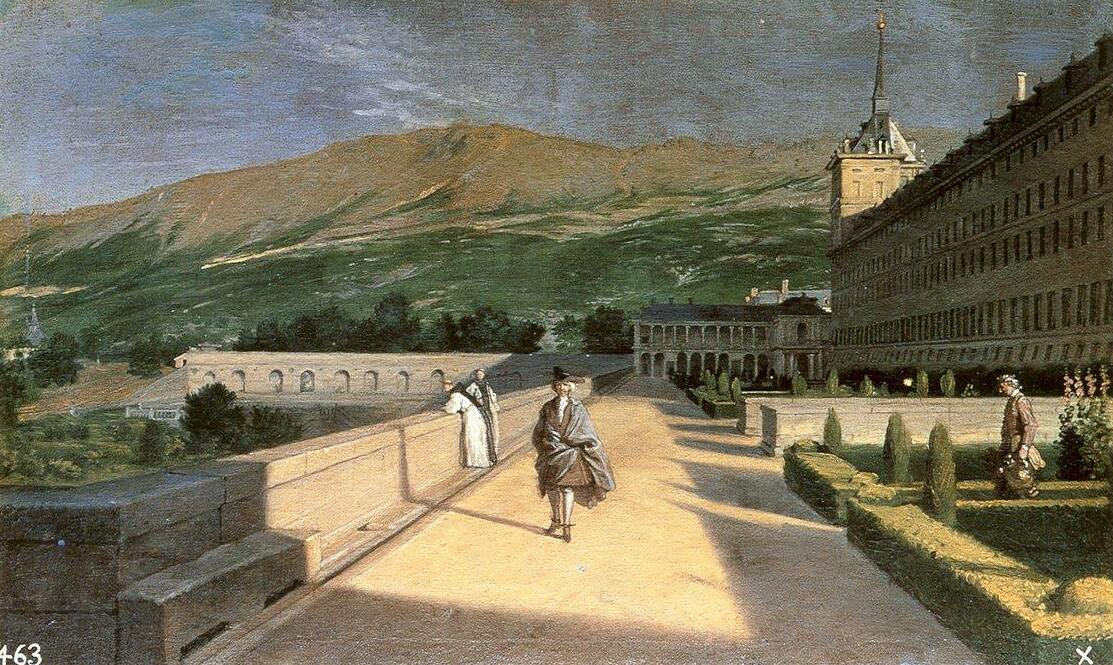
Vista de los Jardines de los Frailes, por Michel-Ange Houasse (1723). Al fondo, la Galería de Convalecientes y la Botica.

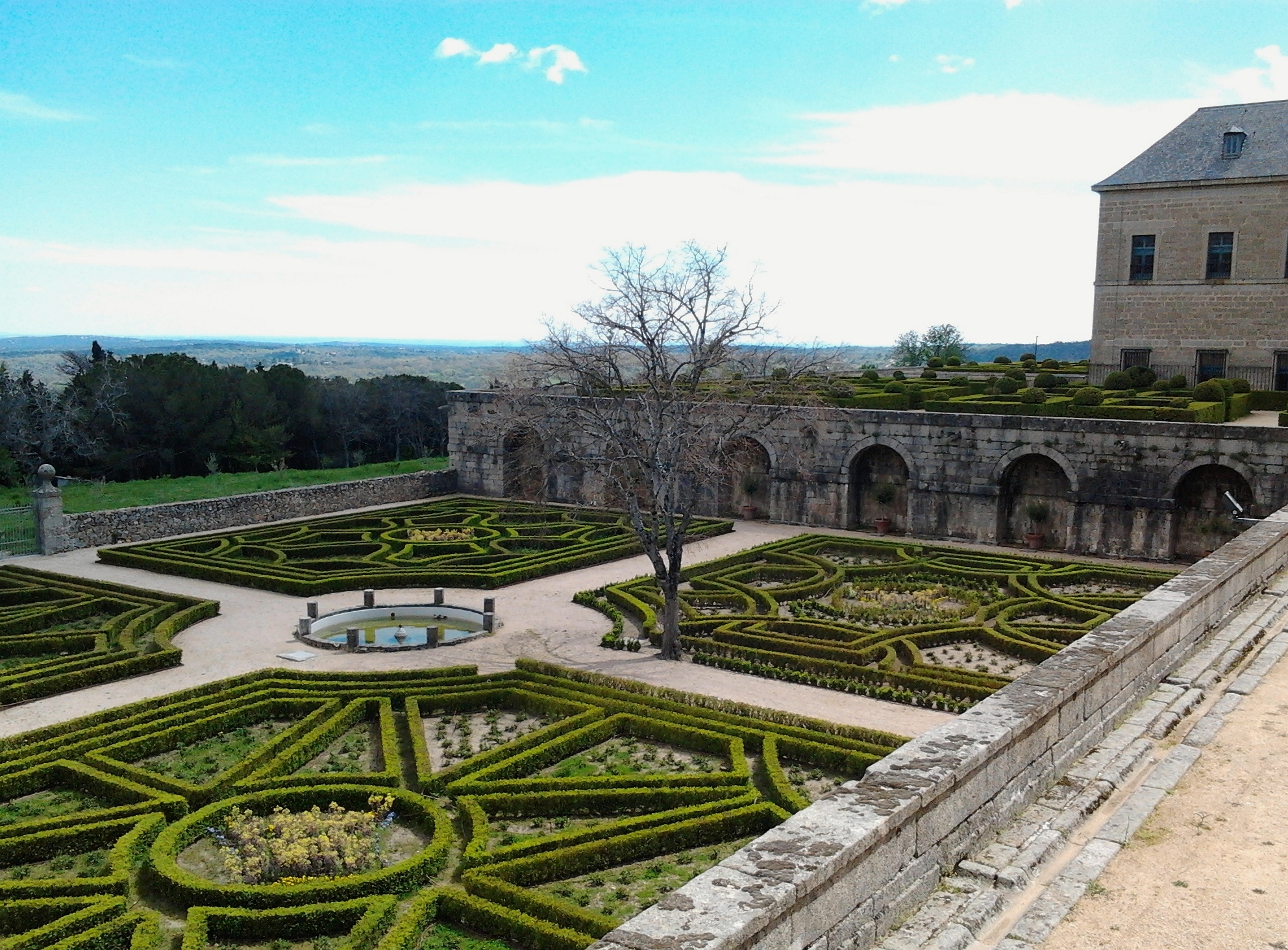
Jardín de la Reina, bajo los aposentos reales

### Casas de oficios
Las dos primeras fueron construidas por Juan de Herrera en el siglo xvi y la tercera, obra de Juan de Villanueva, data del siglo xviii. Aunque las dos casas están separadas físicamente entre ellas, constituyen una edificación concebida de forma unitaria, y fueron concebidas a la vez que el Monasterio, dentro de la misma Traza Universal, y así aparecen en todos los planos. Originalmente surgieron por la falta de espacio en el Monasterio para acoger todas las dependencias palaciegas, y por la necesidad de separar a los animales del recinto sagrado del Templo y del Convento, principalmente de los caballos y los carruajes.
Proyectadas por Herrera, las obras fueron dirigidas por él y posteriormente por Francisco de Mora, entre 1587 y 1596.

### Casa de los Infantes y de la Reina
Situada en la Lonja de poniente del Monasterio, es la primera gran obra de Juan de Villanueva en su carrera profesional, en el año 1769. Se proyectó para alojar al servicio y familias de los infantes D. Gabriel, D. Antonio Pascual y D. Francisco Javier. Tiene tres niveles, semisótano de acceso, bajo y principal, además de buhardillas. La pendiente del terreno provocó el situar el piso bajo en la cota superior.
En la fachada principal se conserva el orden de la casa de oficios y del monasterio, con un ritmo continuo y huecos a la manera de Herrera, con una sencilla cornisa que separa el cuerpo de la cubierta abuhardillada. En los dos pisos del frente posterior Villanueva se permitió expresar la falta de referencias al Monasterio.

### Casa de la Compaña (Real Centro Universitario María Cristina de El Escorial)
La Compaña surgió para alojar diversos servicios del Monasterio, algunos de los cuales iban a estar situados en el cuadrante noroeste del gran edificio; pero la decisión en 1565 de crear el colegio y emplazarlo en esa área obligó a buscarles otro lugar. Fue trazada en el siglo xvi por Francisco de Mora. Estaba compuesto por un conjunto de dependencias que albergaban los corrales y granjas de los Jerónimos, y además los talleres, la hospedería y otros servicios que propiamente no debían estar dentro del monasterio, sino “acompañarle”. El Real Colegio Universitario María Cristina fue fundado en la Compaña por la reina regente María Cristina en 1892, y ha estado gobernado desde el principio por los agustinos, siendo en la actualidad un centro docente privado de educación superior, adscrito a la Universidad Complutense de Madrid.

### Galería de Convalecientes y Botica
Al sudoeste del jardín se encuentra la Galería de Convalecientes o Corredores del Sol, un espacio amplio, aireado y lleno de luz diseñado para el reposo de los enfermos. Se apoya con una articulación arquitectónica poco conseguida en la Torre de la Botica, tal vez por la necesidad de garantizar la clausura a los monjes. Su sobria fachada hacia la lonja Oeste, concebida por Toledo, contrasta con la más abierta hacia los jardines, donde la solución arquitrabada con arcos sobre columnatas jónicas es única en el monasterio. La Botica es obra de Francisco de Mora, aunque su traza puede deberse a Juan de Herrera, ya que en el Séptimo diseño ya aparece. Este edificio, organizado en torno a un patio, ocupa el espacio libre entre los Corredores del Sol y el muro de contención de la Lonja. Mora realizó también el paso elevado sobre siete arcos que permitía el paso de los recintos monásticos a la Compaña.

### Lonja
La gran Lonja, una amplia y diáfana plaza, rodea al Monasterio en las zonas norte y oeste, siendo esta parte más ancha. Da entrada a la Basílica por el patio de los Reyes. Como se comprueba por ejemplo en el lienzo de Michel-Ange Houasse, de 1723, la lonja dejaba abierto el espacio al oeste, solo flanqueada por la Casa de la Compaña. La imagen actual data del siglo xviii, cuando el arquitecto Juan de Villanueva construyó la tercera Casa de Oficios al norte y las Casas de Infantes al oeste.

### Jardines de los Frailes y del Rey
Mandados construir por Felipe II al sur del Monasterio, que era un amante de la naturaleza, constituyen un lugar ideal para el reposo y la meditación. Manuel Azaña, que estudió en el colegio de los frailes agustinos de este monasterio, lo cita en sus Memorias y en su obra El jardín de los frailes. Es lugar de entretenimiento y estudio de los alumnos. El rey concebía sus jardines como un espacio productivo donde cultivar hortalizas y plantas medicinales, pero también los veía como una fuente de placer, con fuentes y flores. El monarca recopiló planos de jardines de Francia, Italia, Inglaterra y los Países Bajos, contratando a los mejores jardineros, tanto extranjeros como españoles. Este hoy austero jardín estaba originalmente repleto de flores, formando una especie de tapiz, por lo que fue comparado con las alfombras que se traían de Turquía o Damasco. También era un auténtico jardín botánico, con hasta 68 variedades diferentes de flores, muchas medicinales, y unas 400 plantas que se trajeron del Nuevo Mundo. Al este, y cerrado del anterior por un cerramiento de piedra, se construyó el denominado jardín del Rey, que se encuentra junto a los aposentos reales. Está compuesto por cuatro espacios: uno para el rey, otro para la reina, otro para el príncipe y, el último, para la corte.

## Patrimonio de la Humanidad
El 2 de noviembre de 1984, en coincidencia con la celebración del cuarto centenario de la colocación de la última piedra, el Comité del Patrimonio Mundial de la Unesco, reunido en la ciudad argentina de Buenos Aires, inscribió el Monasterio en la Lista del Patrimonio de la Humanidad, como "El Escorial: Monasterio y Sitio". Esta figura incluye el Monasterio y otros enclaves de realengo, la Casita del Príncipe y la Casita del Infante, ambas diseñadas por Juan de Villanueva en tiempos de Carlos III.
En 2013, y dentro de la colección de Edificios Patrimonio de la Humanidad, el Banco de España emitió una moneda conmemorativa de 2€ en la que aparecía el Monasterio.